# Theux
Pour les articles homonymes, voir Theux (homonymie).

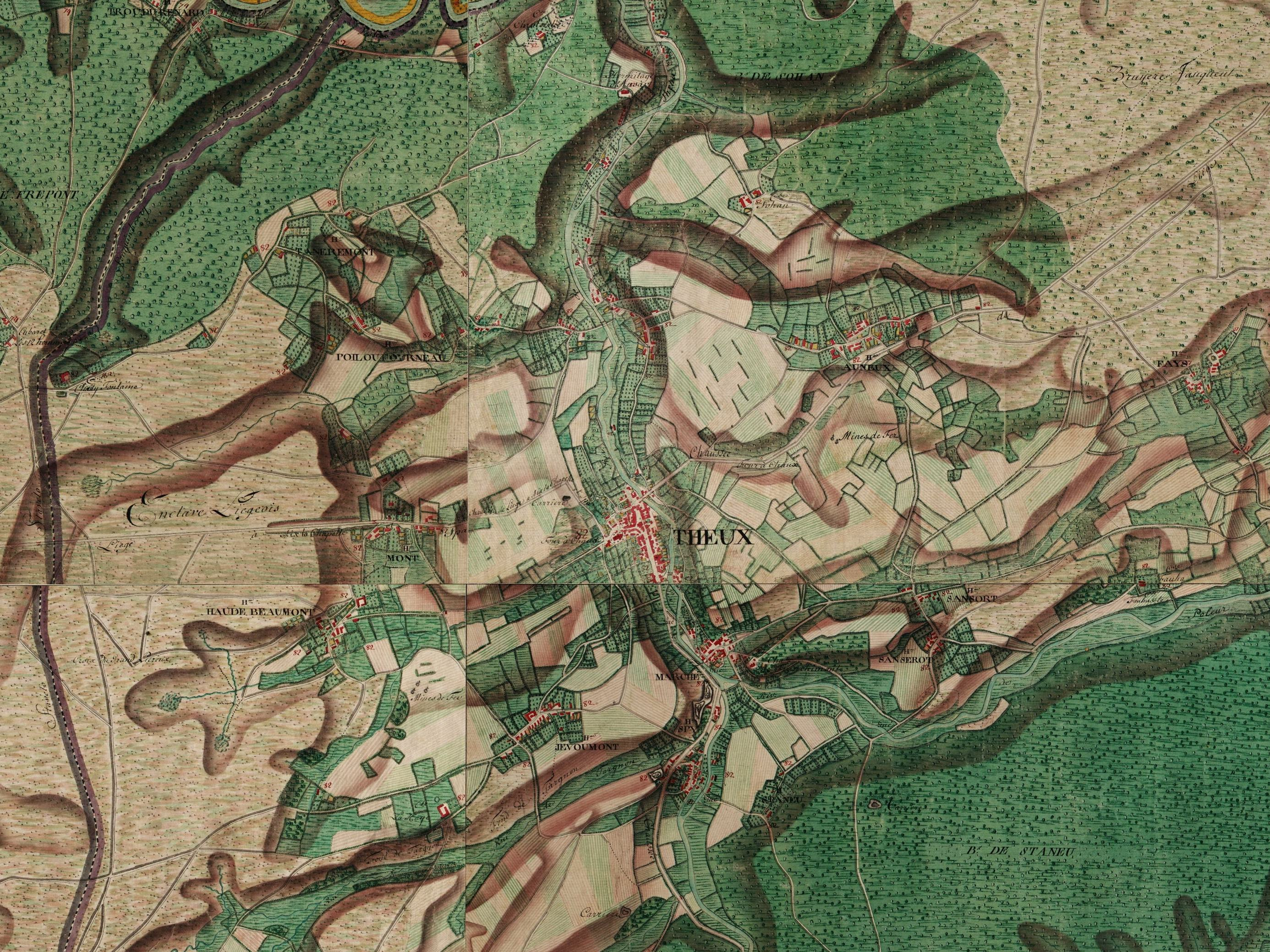
Carte de Ferraris du territoire de Theux (XVIIIe siècle) renseignant le relief, l'occupation du sol, l'habitat, le réseau routier et le réseau hydrographique (montage à partir de quatre planches de la carte de Ferraris).

Theux (en wallon Teu) est une commune francophone de Belgique, en Région wallonne, dans la province de Liège, ainsi qu’une localité où siège son administration.
Theux reçut le titre de « ville » en 1456 et un perron, symbole des libertés communales, lui fut donné l'année suivante. Theux était l'un des cinq bans du Marquisat de Franchimont.
Une partie de la commune de Theux se trouve logée au creux d'une fenêtre géologique, appelée « la Fenêtre de Theux », créée par un phénomène géomorphologique rare. Ce site abrite plusieurs réserves naturelles : le site du Rocheux, le Thier du Gibet, le coteau de Mont, la vallée du Wayot.
Le patrimoine architectural de Theux comprend, entre autres, le château de Franchimont, dont la première construction date du milieu du XIe siècle, l'église Saints-Hermès-et-Alexandre, église-halle romane.
Les haldes calaminaires du Rocheux, la Charmille du Haut-Marais de La Reid et l'Îlot des Arbres de Basse-Desnié sont des sites classés. La tour et la flèche de l'église Saint-Jacques de Polleur sont inscrits au patrimoine immobilier classé de Theux.
Le 4 janvier 1997, une explosion de gaz, place du Perron, provoque la mort de deux pompiers volontaires ayant sauvé la vie de plusieurs dizaines de personnes en procédant à l'évacuation immédiate du quartier. Beaucoup d'immeubles sont détruits.
De nombreux événements culturels et artistiques, tels que des expositions, conférences, concerts et reconstitutions historiques, sont organisés par des ASBL comme la « Chevalerie de l'Ordre du Chuffin », la « Foire médiévale de Franchimont », avec le soutien du Syndicat d'initiative de Theux.
À partir de 2004, Theux fut considérée pendant plusieurs années comme étant la « capitale wallonne de l'écrevisse à pattes rouges ». Une mini-exposition fut visible quelque temps à la bibliothèque communale de Theux.

## Toponyme
Theux pourrait provenir de « Tectis » qui signifie « Ville aux toits ». Cependant, sa forme antique, Tectenses, pourrait avoir une racine celtique ou germanique présente dans le nom du peuple des Tectosages ou celui des « Matronae Textumehae ».
Le nom de Tectis fut donné au site de Theux par les Gallo-romains qui l'occupèrent dès le Ier siècle apr. J.-C..
La première mention de Theux se trouve dans un document signé par Louis le Pieux en 814.

## Géographie

### Situation
Baignée par la Hoëgne, la ville de Theux, entourée par la forêt, est située à 220 m d'altitude, au nord-ouest du plateau des Hautes Fagnes et au sud du plateau de Herve.

### Géologie
Une partie de la commune de Theux se trouve logée au creux d'une fenêtre géologique, connue sous le nom de « Fenêtre de Theux » : des roches anciennes calcaires de la même époque que celles qui constituent la Calestienne toute proche, déterminant un paysage typique de celui du Condroz se trouvant plus à l'ouest, fait de tiges (crêtes) et de chavées (vallées) parallèles, apparaissent au milieu des roches ardennaises ,.
Le site de Theux, il y a des centaines de millions d'années, a été l'objet d'un phénomène géomorphologique et géologique rare, unique en Europe occidentale. Une déchirure s'est produite dans le sol ardennais laissant apparaître des couches plus anciennes. Dès 1904, le géologue belge Paul Fourmarier évoque l'hypothèse d'une nappe de charriage percée par une fenêtre géologique.

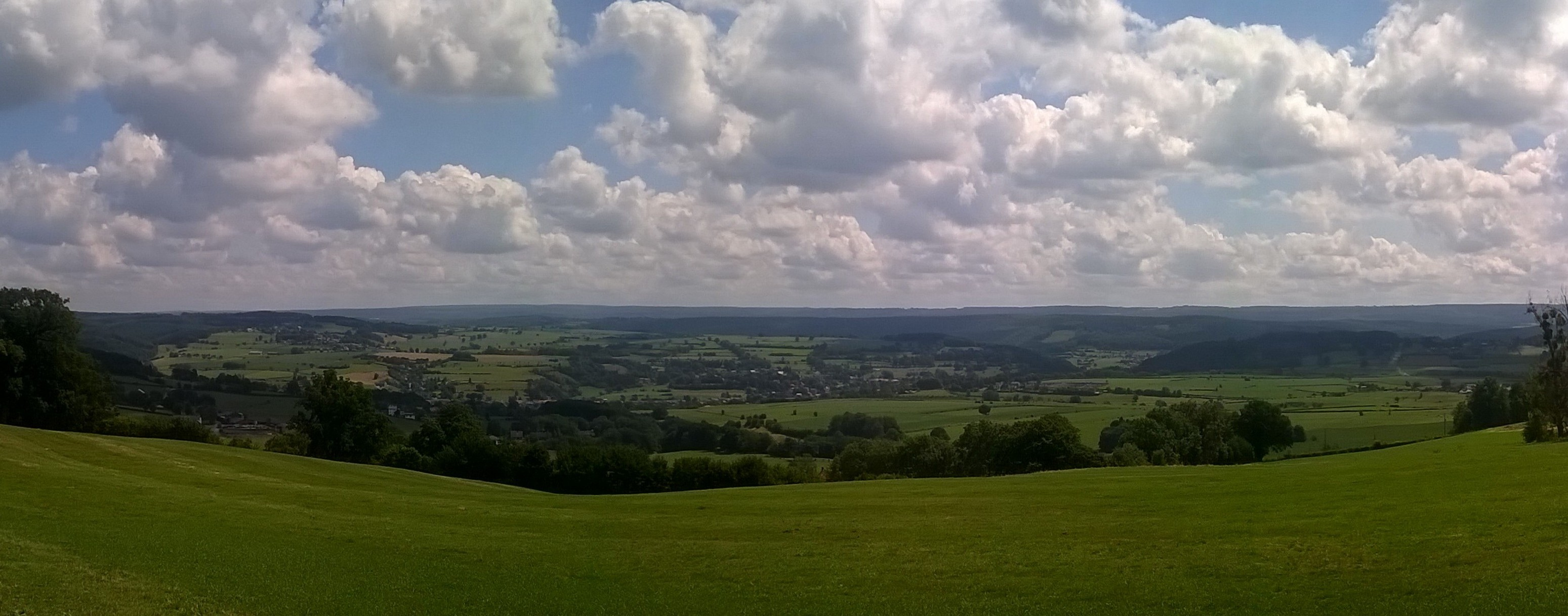
La « Fenêtre de Theux ».

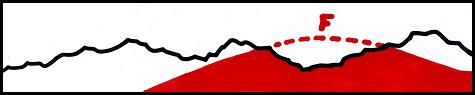
Coupe géologique illustrant une fenêtre.

Une faille de charriage est à l'origine de la Fenêtre de Theux. Dans l'article La fenêtre de Theux : un conte géologique, publié le 4 juillet 2005 par le Syndicat d'initiative de Theux - Franchimont, on peut lire : « Il y a plus de 300 millions d'années, une rupture oblique intervient dans le manteau terrestre et la croûte ancienne entre les deux continents primitifs [la Laurussia et le Gondwana]. Ceux-ci tendent à se rapprocher, des poussées énormes vont s'exercer sur le fond et sur le pourtour de la mer. C'est le début du plissement hercynien. La mer se retire définitivement et les couches sédimentaires vont se plisser [...]. Une fracture presque horizontale se produit divisant l'épaisseur des couches plissées en deux parties superposées. La partie supérieure est alors charriée sur la partie inférieure. La fracture porte le nom de faille de charriage. L'érosion va faire son œuvre pendant 300 millions d'années [...] C'est par cette érosion que s'est découpée une fenêtre géologique. ».
Dans les Annales de la Société géologique de Belgique figure un ouvrage de Franco Girolimetto intitulé Les indices géomorphologiques de grands traits structuraux dans la Fenêtre de Theux, accompagné du résumé suivant : « La structure géologique de la Fenêtre de Theux a laissé de nombreuses empreintes dans la morphologie dont une étude détaillée apporte des indications utiles sur la géologie de la région. Les indices géomorphologiques les plus remarquables sont les versants lithologiques, les linéaments et les dépressions subséquentes allongées. ».
Les versants lithologiques de la Fenêtre de Theux « présentent des limites très nettes, le plus souvent une convexité sommitale et une concavité basale entre lesquelles se développe une pente relativement constante. ». Concernant les failles transversales, Franco Girolimetto cite, entre autres, les failles de Sassor et la faille à l'est de La Reid. Dans la rubrique des linéaments sont indiqués le grand linéament du Vieux Spa et l'alignement de vallons à l'ouest de la Fenêtre de Theux. Quant aux dépressions allongées, elles « sont empruntées par des cours d'eau qui les ont d'ailleurs en partie façonnées. ».

### Hydrographie

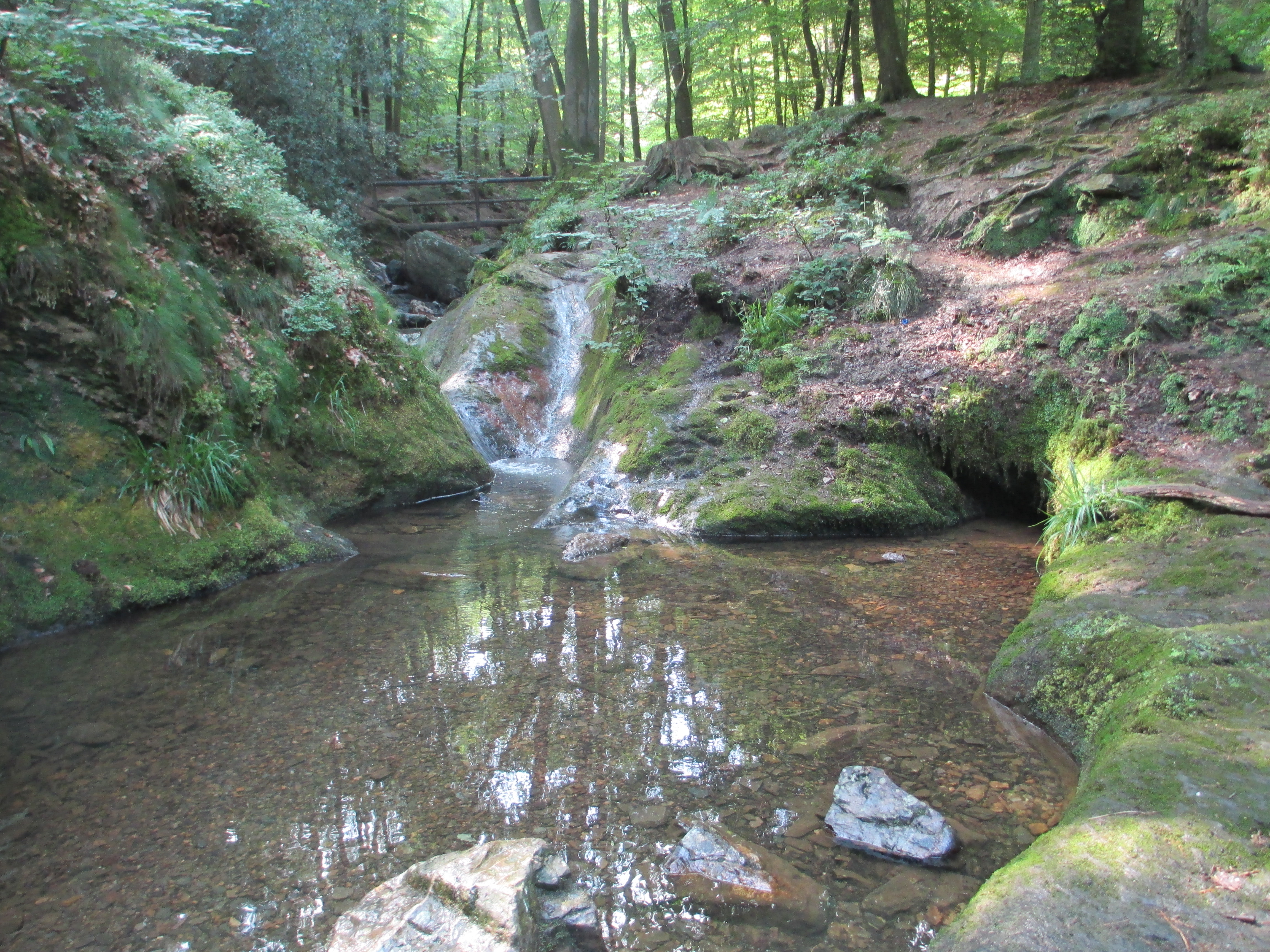
Le Ninglinspo, torrent de Wallonie prenant sa source à Vert-Buisson - Theux.

Theux est baignée par la Hoëgne, une rivière de Belgique. La Hoëgne est un affluent de la Vesdre, rivière belgo-allemande.
Le Ninglinspo est un cours d'eau qui traverse également Theux. Affluent en rive droite de l'Amblève. Il fait partie du bassin versant de la Meuse. Le Ninglinspo prend sa source à Vert-Buisson, sur la commune de Theux, et s'écoule entre Vert-Buisson et Sedoz-Nonceveux, commune d'Aywaille.
Torrentueux, le Ninglinspo est l'un des cours d'eau de Belgique les plus rapides. Il dévale sur les 3 km de son cours un dénivelé de 250 m avec une pente moyenne de 8%. Le site de la vallée du Ninglinspo est classé patrimoine immobilier exceptionnel de la Wallonie.

### Urbanisme

#### Morphologie urbaine
La commune de Theux comprend, depuis la fusion des communes de 1977, deux sections La Reid et Polleur.
Theux comprend également plusieurs petits villages et hameaux : Becco, Bronromme, Desnié, Fays, Hestroumont, Hodbomont, Jehanster, Jehoster, Jevoumont, Juslenville, Juslenville-Petite, La Reid, Marché, Mont, Oneux, Polleur, Pouillou-Fourneau, Raborive-Tancrémont, Rondehaie, Sasserotte, Sassor, Spixhe, Vert-Buisson, Vieux Cortil, Winamplanche.

#### Transports
Theux possède trois gares ferroviaires sur son territoire, Juslenville, Theux et Franchimont desservies par la ligne 44 de la SNCB qui relie Verviers à Spa.
La commune est accessible par l'autoroute A27 - E42 sortie 7 (Theux) et l'autoroute A26 - E 25 sortie 45 (Sprimont).

### Sections de commune
| # | Nom     | Superf. (km²) | Habitants (2020) | Habitants par km² | Code INS |
| - | ------- | ------------- | ---------------- | ----------------- | -------- |
| 1 | Theux   | 37,02         | 6.597            | 178               | 63076A   |
| 2 | Polleur | 12,16         | 2.544            | 209               | 63076B   |
| 3 | La Reid | 34,29         | 2.871            | 84                | 63076C   |

## Histoire

### Préhistoire et antiquité
Le site de Theux a fait l'objet d'un peuplement depuis le Mésolithique. Les fouilles archéologiques ont identifié de nombreuses tombes, un matériel céramique abondant et un temple datant de la période romaine.
Le site gallo-romain de Theux fut détruit au IIIe siècle ; il reprit son activité à la fin du IVe siècle, puis fut détruit au début du Ve siècle par les envahisseurs germaniques.

### Moyen Âge
Le site se situe au cœur d'un domaine royal, vaste réserve de chasse des Mérovingiens, appréciée ensuite par les Carolingiens en raison de sa proximité de la résidence d'Aix-la-Chapelle. Les sources diplomatiques font état d'un « palatium » carolingien. On conserve un acte que Louis le Débonnaire, fils de Charlemagne, signa en 817 « en son palais royal de Theux, sur l'eau de Polleur ».
En 898, Zwentibold, roi de Lotharingie, donna le domaine de Theux à l'Église de Liège.
Theux était un des cinq bans du marquisat de Franchimont.

### Octroi du statut de ville
Theux reçut le titre de Ville en 1456. Symbole du droit de bourgeoisie et des libertés communales, un perron lui fut donné en 1457.
Des carrières de marbre noir furent exploitées à Theux jusqu'au XIXe siècle.
C'est à Theux qu'a probablement eu lieu le premier synode évangélique wallon en avril 1563.

### Révolution liégeoise
Lors de la révolution liégeoise, les délégués des bans du marquisat de Franchimont se réunirent du 26 août 1789 au 23 janvier 1791, à Polleur d’abord, puis à Theux et ensuite à Spa : en  vingt-cinq séances, les Franchimontois proclamèrent une Déclaration des droits de l'homme et du citoyen (16 septembre 1789), plus radicale que celle qu’adoptait alors la France.

### XIXesiècle
En 1866, deux épidémies de choléra sévirent sur le territoire de Theux et firent 197 victimes.
En 1880, les Pères lazaristes allemands, chassés d'Allemagne par Bismarck, s'installent à Theux et fondent à Marché un institut d'enseignement appelé le Collegium Marianum. Ils quittent Theux en 1919.
Les Pères lazaristes allemands laissent de nombreux instruments scientifiques datant de la fin du XIXe siècle. Ces instruments sont rassemblés dans le « Musée des appareils scientifiques » à l'Institut Saint-Roch.

### XXesiècle

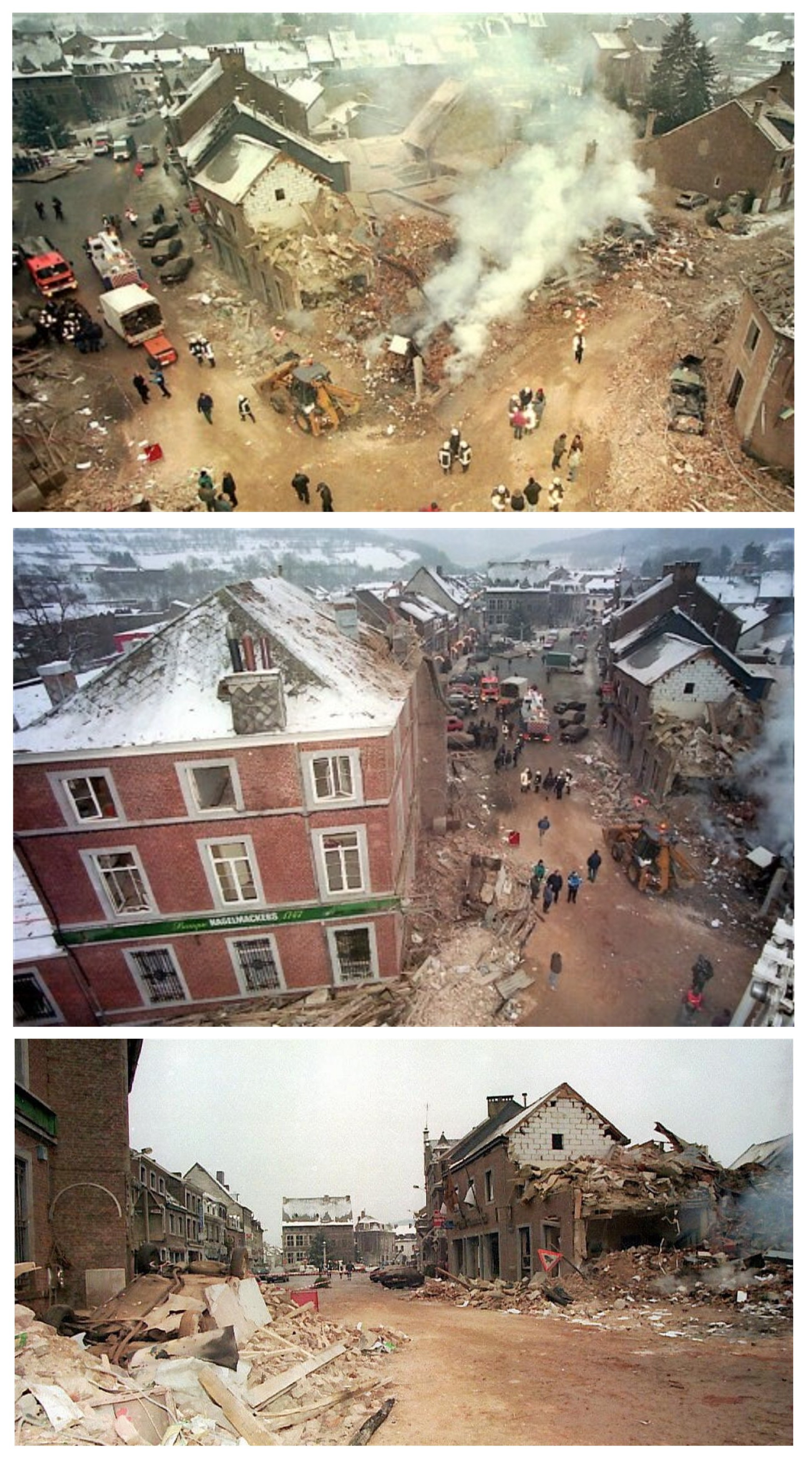
Le centre historique de Theux dévasté après l'explosion de gaz de 1997.

En 1946, l'abbé Nicolas Crahay accepte la charge de la direction de l'Institut Saint-Roch. Il conçoit le projet de le doter d'une « École moyenne où des élèves de douze à quinze ans pourraient, au sortir de leur 3e année de l'enseignement secondaire, assurer un recrutement régulier à l'École normale. » Ce projet aboutit en 1952.
Le 4 janvier 1997, une explosion de gaz, place du Perron, cause la mort de deux pompiers volontaires : le caporal Roland Bastin et le sergent Paul Lemaire, qui ont sauvé la vie de dizaine de personnes présentes sur les lieux, à une heure de grande fréquentation. Un grand nombre d'immeubles sont détruits.
Des passants alertent les pompiers après avoir décelé une odeur de gaz, place du Perron, près de la banque ING (anciennement BBL). Roland Bastin et Paul Lemaire, les deux pompiers arrivés les premiers sur les lieux, ayant mesuré en urgence les concentrations de gaz, appellent leurs collègues en renfort et procèdent immédiatement à l'évacuation du quartier, des habitations et commerces avoisinants, et délimitent une zone de non-accès. « À 12 h 51, une poche de gaz pulvérise l'agence de la Banque Bruxelles Lambert ». L'explosion provoque la mort des deux pompiers volontaires. Une dizaine d'autres personnes, dont quatre pompiers, sont grièvement blessées.

## Politique et administration

### Tendances politiques et résultats
| Résultats des élections de 1976 | Résultats des élections de 1976 | Résultats des élections de 1976 | Résultats des élections de 1982 | Résultats des élections de 1982 | Résultats des élections de 1982 | Résultats des élections de 1988 | Résultats des élections de 1988 | Résultats des élections de 1988 | Résultats des élections de 1994 | Résultats des élections de 1994 | Résultats des élections de 1994 | Résultats des élections de 2000 | Résultats des élections de 2000 | Résultats des élections de 2000 |
| ------------------------------- | ------------------------------- | ------------------------------- | ------------------------------- | ------------------------------- | ------------------------------- | ------------------------------- | ------------------------------- | ------------------------------- | ------------------------------- | ------------------------------- | ------------------------------- | ------------------------------- | ------------------------------- | ------------------------------- |
| Parti                           | Voix                            | Sièges (sur 19)                 | Parti                           | Voix                            | Sièges (sur 21)                 | Parti                           | Voix                            | Sièges (sur 21)                 | Parti                           | Voix                            | Sièges (sur 21)                 | Parti                           | Voix                            | Sièges (sur 21)                 |
| IFR                             | 2 107 (38,94 %)                 | 8                               | IFR                             | 2 657 (44,82 %)                 | 10                              | IFR                             | 2 723 (43,13 %)                 | 10                              | IFR                             | 2 430 (36,83 %)                 | 9                               | IFR                             | 2 908 (41,42 %)                 | 10                              |
| PS                              | 1 856 (34,30 %)                 | 6                               | PS                              | 1 529 (25,79 %)                 | 5                               | PS                              | 1 368 (21,67 %)                 | 5                               | PS                              | 1 641 (24,87 %)                 | 5                               | PS                              | 2 221 (31,64 %)                 | 7                               |
| IC-PSC                          | 1 448 (26,76 %)                 | 5                               | PSC-IC                          | 1 742 (29,39 %)                 | 6                               | IC-PSC                          | 1 766 (27,97 %)                 | 6                               | IC-PSC                          | 1 680 (25,46 %)                 | 6                               | E.C.                            | 1 249 (17,79 %)                 | 3                               |
| -                               | -                               | -                               | -                               | -                               | -                               | ECOLO                           | 456 (7,22 %)                    | -                               | ECO-DC                          | 530 (8,03 %)                    | 1                               | ECOLO                           | 642 (9,15 %)                    | 1                               |
| -                               | -                               | -                               | -                               | -                               | -                               | -                               | -                               | -                               | VTT                             | 242 (3,67 %)                    | -                               | -                               | -                               | -                               |
| -                               | -                               | -                               | -                               | -                               | -                               | -                               | -                               | -                               | ENT                             | 75 (1,14 %)                     | -                               | -                               | -                               | -                               |

| Résultats des élections de 2006 | Résultats des élections de 2006 | Résultats des élections de 2006 | Résultats des élections de 2012 | Résultats des élections de 2012 | Résultats des élections de 2012 | Résultats des élections de 2018 | Résultats des élections de 2018 | Résultats des élections de 2018 |
| ------------------------------- | ------------------------------- | ------------------------------- | ------------------------------- | ------------------------------- | ------------------------------- | ------------------------------- | ------------------------------- | ------------------------------- |
| Parti                           | Voix                            | Sièges (sur 21)                 | Parti                           | Voix                            | Sièges (sur 23)                 | Parti                           | Voix                            | Sièges (23)                     |
| IFR                             | 3 971 (52,66 %)                 | 12                              | IFR                             | 4 516 (58,71 %)                 | 14                              | ECOLO                           | 2 303 (29,36%)                  | 7                               |
| PS                              | 2 003 (26,56 %)                 | 5                               | PS+                             | 1 734 (22,54 %)                 | 5                               | PS PLUS                         | 1 586 (20,22%)                  | 4                               |
| EC-CDH                          | 1 567 (20,78 %)                 | 4                               | -                               | -                               | -                               | PP                              | 417 (5,32%)                     | 0                               |
| -                               | -                               | -                               | ECOLO                           | 1 442 (18,75 %)                 | 4                               | IFR                             | 3 538 (45,10%)                  | 12                              |

| Résultats des élections de 2024 | Résultats des élections de 2024 | Résultats des élections de 2024 |
| ------------------------------- | ------------------------------- | ------------------------------- |
| Parti                           | Voix                            | Sièges (sur 23)                 |
| VTS                             | 851 (10,80 %)                   | 1                               |
| Theux Demain                    | 2 305 (29,25 %)                 | 7                               |
| IFR                             | 4 724 (59,95%)                  | 15                              |

### Collège et conseil communal 2024-2030
| Collège communal   |                          |                                     |
| ------------------ | ------------------------ | ----------------------------------- |
| Bourgmestre        | Philippe Boury           | MR - Intérêts franchimontois réunis |
| 1er Échevin        | Cédric Defosse           | Intérêts franchimontois réunis      |
| 2e Échevin         | Pierre Lemarchand        | MR - Intérêts franchimontois réunis |
| 3e Échevin         | Mathieu Malmendier       | MR - Intérêts franchimontois réunis |
| 4e Échevin         | Bruno Gavray             | Intérêts franchimontois réunis      |
| 5e Échevine        | Christiane Orban-Jacquet | Intérêts franchimontois réunis      |
| Présidente du CPAS | Claudine Brisbois        | Intérêts franchimontois réunis      |

### Jumelage et pacte d'amitié
Jumelage :  Terrasson-Lavilledieu (France) depuis 1994.
Pacte d'amitié : La signature d'un pacte d'amitié avec Bierstadt, en Allemagne, a eu lieu à Theux lors de la Foire de la Saint-Hubert, le 6 novembre 2011.

## Population et société

### Démographie: Avant la fusion des communes
- Source: DGS recensements population
- 1856: Scission de Pepinster en 1848

### Démographie: Commune fusionnée
En tenant compte des anciennes communes entraînées dans la fusion de communes de 1977, on peut dresser l'évolution suivante:
Les chiffres des années 1831 à 1970 tiennent compte des chiffres des anciennes communes fusionnées.
- Source: DGS , de 1831 à 1981=recensements population; à partir de 1990 = nombre d'habitants chaque 1 janvier[21]

### Éducation

#### Études maternelles et primaires
Les écoles du réseau de l'enseignement officiel communal subventionné, dont le pouvoir organisateur est l'Administration communale de Theux, sont les suivantes :
- école fondamentale communale maternelle et primaire de Jehanster, implantée à Polleur[22] ;
- école fondamentale communale maternelle et primaire de Juslenville, implantée à Theux ;
- école fondamentale communale maternelle et primaire de La Reid ;
- école fondamentale communale maternelle et primaire de Polleur ;
- école fondamentale communale maternelle et primaire de Theux[22].

Les écoles du réseau de l'enseignement libre confessionnel subventionné sont :
- école fondamentale maternelle et primaire libre d'application de Theux. Le pouvoir organisateur est l'ASBL Communauté éducative des Écoles libres de Theux[23] ;
- école fondamentale maternelle et primaire libre d'enseignement spécialisé « Les Écureuils » (commune de Theux, arrondissement de Verviers). L'enseignement primaire spécialisé de l'école « Les Écureuils » s'adresse à des enfants présentant un handicap mental léger ou des troubles caractériels[24] ;
- école fondamentale maternelle libre d'Oneux. Cette école est l'une des trois implantations de l'École fondamentale libre de Limbourg. Le pouvoir organisateur est l'Institut Sainte-Claire et écoles associées Limbourg, Oneux-Theux ASB, Verviers[22].

#### Études secondaires et supérieures
L'Institut Saint-Roch de Theux propose deux niveaux d'enseignement, dispensés dans la même implantation :
- études secondaires (de 12 à 18 ans) ;
- études supérieures (+ de 18 ans).

L'Institut Saint-Roch, Marché 2 à Theux, propose des Humanités générales et techniques (de 12 à 18 ans).
À Saint-Roch de Theux se trouve également l'HELMo (Haute école libre mosane) qui forme des instituteurs et institutrices primaires (diplôme de bachelier).
L'École normale, créée en 1837 à Ferrières, est transférée à Theux en 1919, où elle occupe le couvent des Pères lazaristes mis sous séquestre après l'armistice de 1918. L'École normale se dissocie de la section secondaire créée en 1952 et prend le nom d'Institut supérieur pédagogique Saint-Roch. Ce dernier, au début des années 1990, fusionne avec deux autres établissements afin de former l'Institut supérieur d'enseignement libre liégeois (ISELL). En 2008 a lieu la création de HELMo par la fusion de l'ISELL et de HEMES (Haute école mosane d'enseignement supérieur).
L'Institut provincial d'enseignement agronomique de La Reid (IPEA) dispense un enseignement divisé en quatre types : général, technique de transition, technique de qualification, professionnel. L'IPEA organise des sections principalement dans le domaine « Science et nature ». L'IPEA propose « aussi la pratique nécessaire à l'apprentissage de métiers tels que fleuriste, technicien en environnement, ouvrier qualifié en agriculture, en sylviculture ». Cet institut fournit un enseignement secondaire apportant les bases théoriques pour poursuivre des études supérieures, notamment dans la catégorie agronomique de la Haute école de la province de Liège.

#### Institut Médico-Pédagogique (IMP)
L'Institut médico-pédagogique Saint-Joseph « La Nacelle », Theux, propose un service mixte d'accueil de jour et un service mixte résidentiel pour jeunes en difficulté de 3 à 18 ans, scolarisés ou non-scolarisés. Dans cet IMP sont dispensés des soins psychologiques, logopédiques, de psychomotricité et prérequis scolaires à des enfants psychotiques, dysharmoniques ou névrosés.

### Secours: pompiers et services médicaux

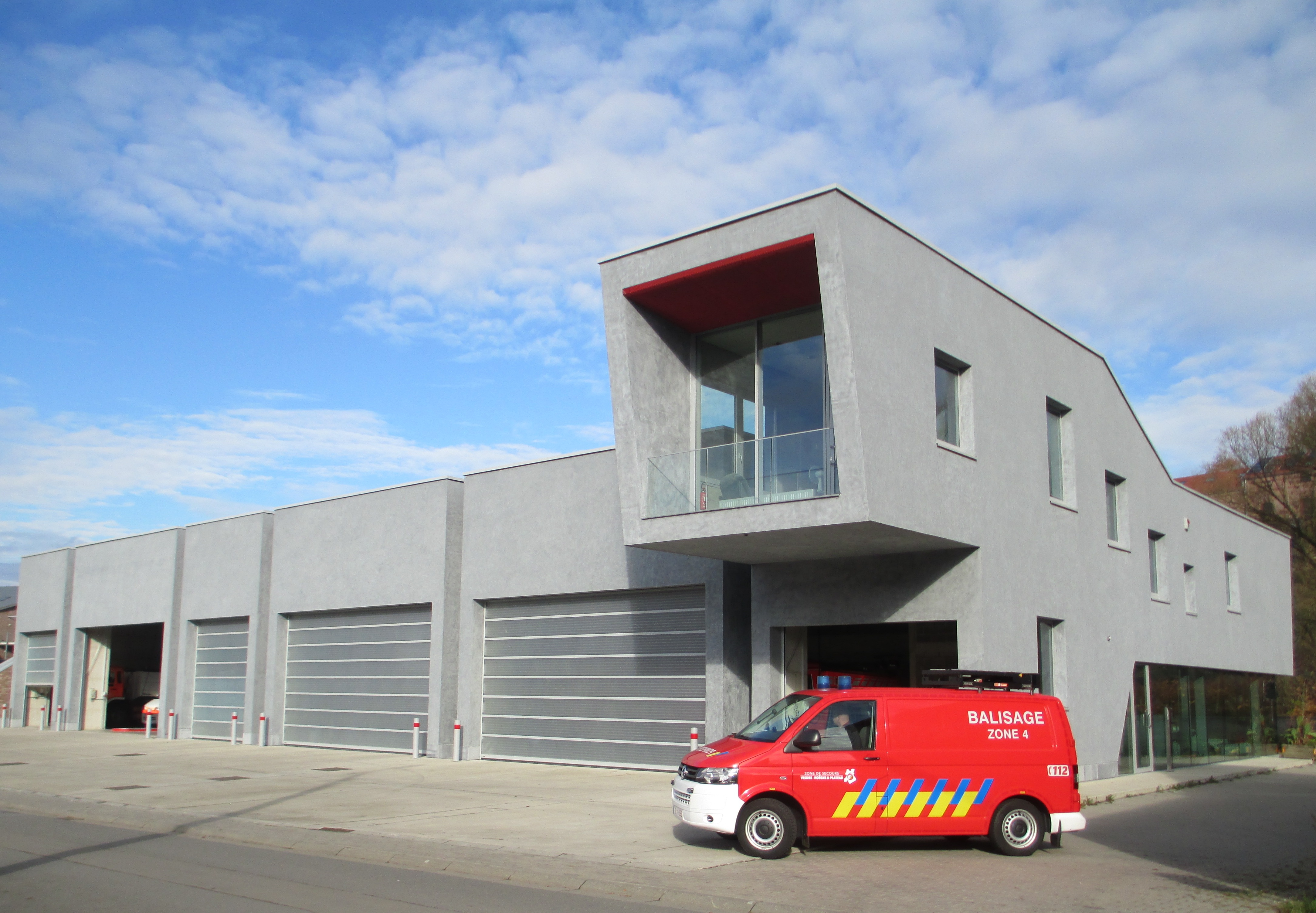
Nouvelle caserne des pompiers de Theux avec véhicule de balisage.

Depuis 2009 (arrêté royal du 2 février 2009), la délimitation territoriale des zones de secours découpe la Belgique en 34 zones constituant la structure d'organisation des services d'incendie, passant d'un système communal vers un système zonal. Chaque zone comprend un certain nombre de postes de secours dont elle assure la gestion. Le poste de Theux est l'un des 9 postes de la zone de secours Vesdre - Hoëgne & Plateau (zone 4) qui regroupe 19 communes.
Le poste de Theux comprend 45 sapeurs-pompiers dont un officier professionnel et un charroi de 8 véhicules. « Les pompiers theutois totalisent 450 interventions par an ».
La nouvelle caserne des pompiers, dont l'inauguration officielle a eu lieu le 22 mars 2014, « est l'une des plus modernes de la région, tout en verre et en béton ».
Les entrées hospitalières programmées ou en urgence sont possibles, dans un périmètre restreint autour de Theux, à Verviers au CHR Verviers - La Tourelle ou au CHR Verviers - Peltzer.
Le Centre médical héliporté (CMH) est un service médical d'urgence et de réanimation par hélicoptère situé à Bra-sur-Lienne. L'hélicoptère médicalisé du CMH peut décoller de sa base en moins de quatre minutes pour toute mission commandée par le 112 (numéro d'appel d'urgence dans toute l'Europe), et peut secourir tout patient en moins de quinze minutes dans les provinces de Liège, Namur et Luxembourg.

### Service de police
Le commissariat de l'antenne de Police de Theux, avenue Reine Astrid 9, fait partie, depuis la réforme des polices, et plus particulièrement depuis la loi sur la police intégrée structurée à deux niveaux du 7 décembre 1998, de la zone de police des Fagnes, l'une des 195 zones de la police locale, une zone de police pluricommunale comprenant également les antennes de Spa et Jalhay.

### Sports
De nombreux sports se pratiquent à Theux : arts martiaux, basket-ball, course à pied, cyclisme, football, gymnastique, manège, moto, natation, tennis, tennis de table, volley-ball, entre autres.
Le sport de compétition est également représenté à Theux. Chaque année est décerné le Trophée du Mérite sportif.
Sur le territoire de la commune de Theux, trois vastes halls de sports peuvent recevoir plusieurs centaines de sportifs tant au niveau de l'accueil, des possibilités de bar et de restauration, des tables d'inscriptions, des espaces de remise de prix, qu'au niveau des sanitaires, douches et vestiaires :
- le Centre sportif de Theux, avenue du Stade, avec salle de dojo, qui s'appelait avant sa rénovation et son agrandissement Hall omnisports. Ce Centre sportif accueille beaucoup de clubs et d'associations sportives[35]. Dans la salle principale sont pratiqués le basket-ball, le volley-ball, le badminton, etc. Plusieurs salles secondaires abritent les activités sportives de tennis de table, fitness, judo, karaté et gymnastique[36] ;
- le hall des sports de l'Institut Saint-Roch à Marché ;
- le hall des sports de l'Institut provincial d'enseignement agronomique de La Reid (IPEA).

Parmi les infrastructures et terrains, se trouvent également :   
- deux terrains synthétiques de football et un terrain de beach-volley jouxtent le Centre sportif. Des tribunes doivent être construites face à l'un des terrains en 2016 ;
- la Piscine du Royal Cercle de Theux Natation, la piscine communale de Theux, ancienne piscine olympique longue de 33 m, natation hivernale[37] ;
- les courts de tennis du « Theux Tennis Club » : 9 terrains extérieurs en brique pilée, dont 4 avec éclairage ; 2 "French Courts" extérieurs, également accessibles en hiver ; 2 terrains à l'intérieur du Hall, accessibles toute l'année ; un mini-tennis pour les entraînements des stages pour enfants en été[35].

## Culture et patrimoine

### Patrimoine

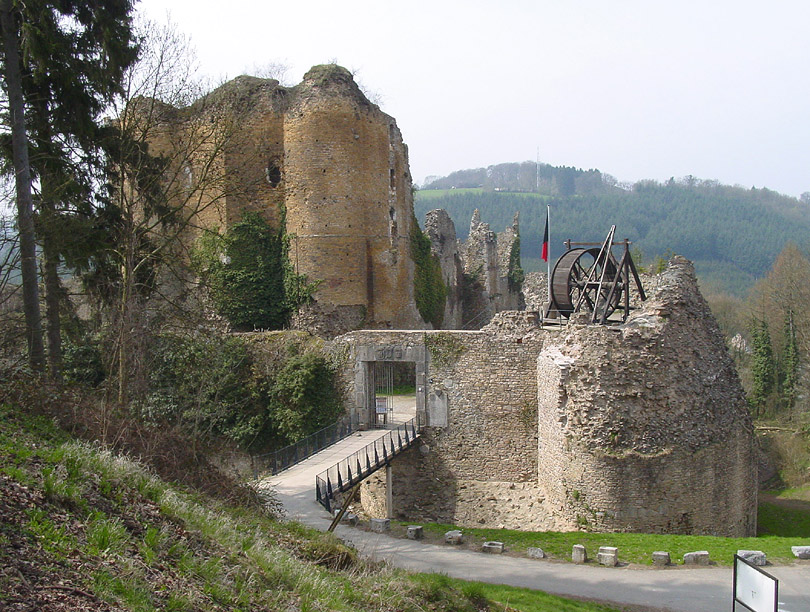
Le château de Franchimont.

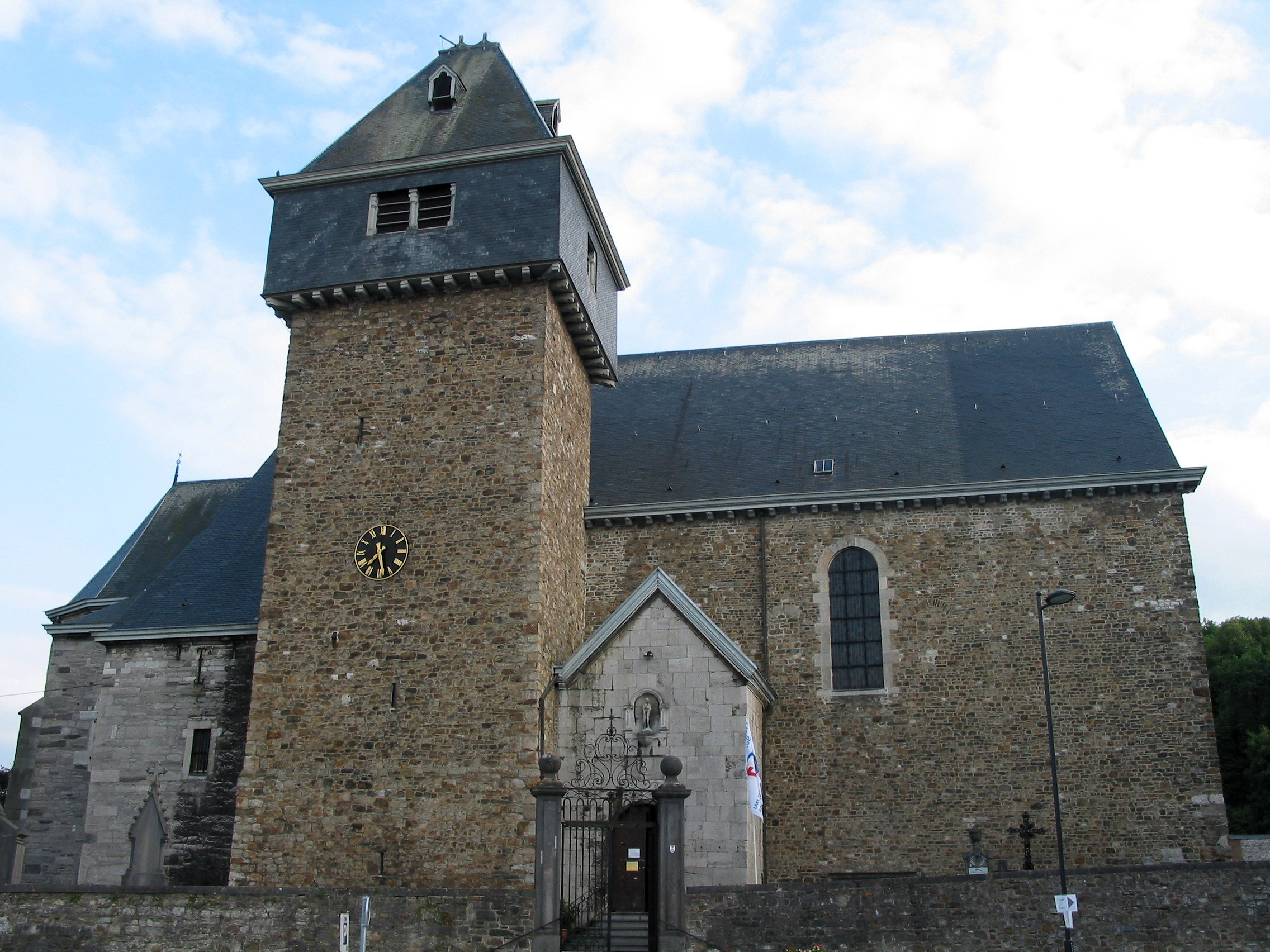
L'église Saints-Hermès-et-Alexandre.

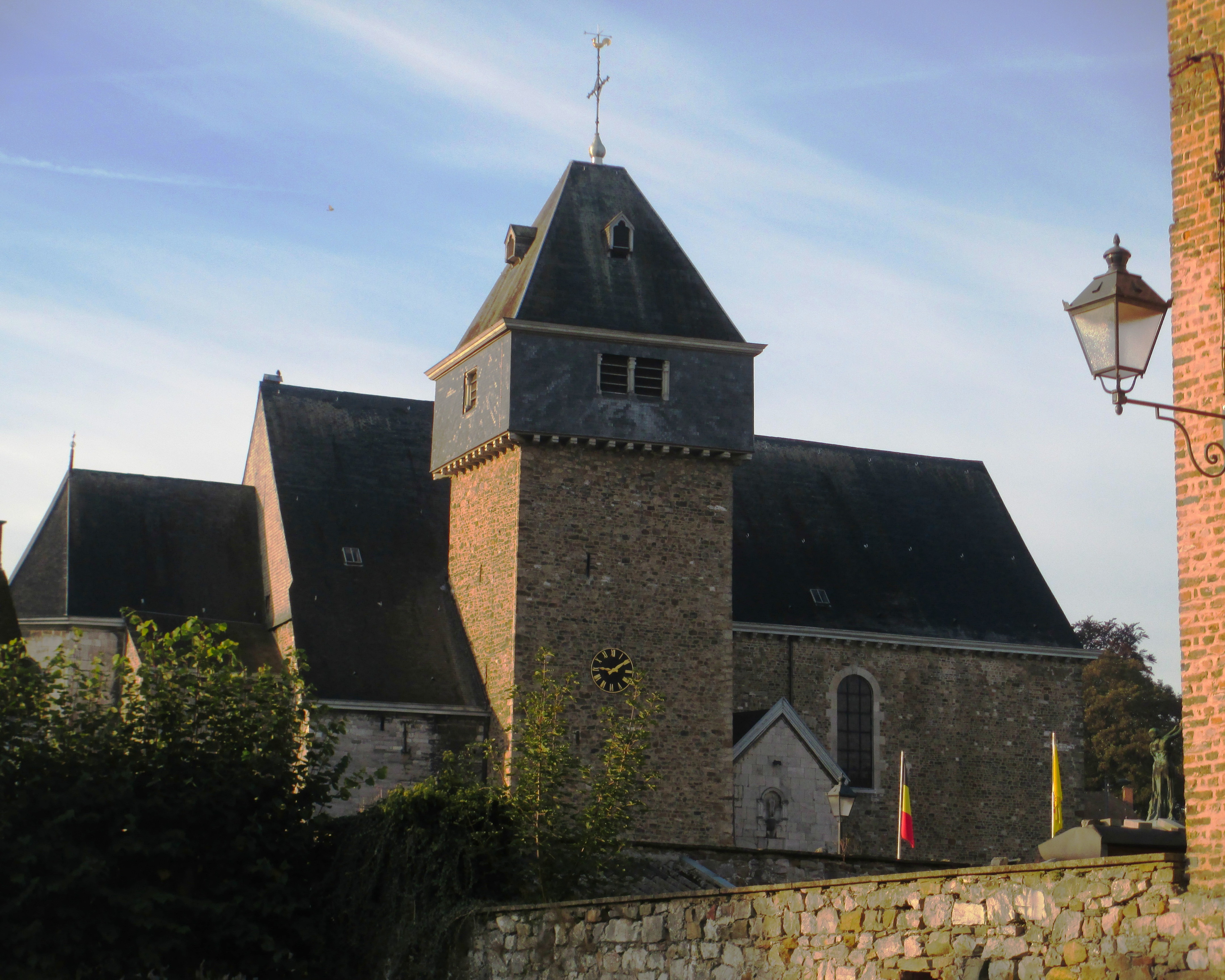
Église Saints-Hermès-et-Alexandre de Theux (et sa girouette restaurée en 2015).

À Theux même se trouve le patrimoine suivant :
- Le centre de Theux présente un ensemble de maisons et un hôtel de ville des XVIIe et XVIIIe siècles avec au centre, le perron, symbole des libertés communales. La place du Perron et les rues adjacentes (rue de Hovémont et rue de la Chaussée) possèdent de nombreux immeubles anciens classés comme la maison Lebrun, la maison de Limbourg, la maison Del Heid ou l'hospice Sainte-Joséphine.
- Du château de Franchimont partirent 600 valeureux qui furent massacrés lors du siège des troupes de Charles le Téméraire menaçant Liège pendant la nuit du 29 au 30 octobre 1468. Le château de Franchimont est établi sur un éperon rocheux au confluent de la Hoëgne et du Wayai. La première construction date du milieu du XIe siècle ; elle était la propriété de la principauté épiscopale de Liège[38]. En 1145, le château de Franchimont fut amélioré par Henri, évêque de Liège : Castrum Franchieremont amelioravit, écrit le moine cistercien Gilles d'Orval[39]. En 1236, Theux est incendiée et le château en partie détruit. En 1387, il est ravagé par un incendie accidentel et réédifié par le prince-évêque de Liège, Arnould de Hornes. Entre 1477 et 1505, le château est cédé en "engagère" par le prince-évêque Louis de Bourbon à Guillaume de La Marck, surnommé le Sanglier des Ardennes[38]. Au début du XVIe siècle, le prince-évêque Érard de La Marck ordonna la construction de travaux : enceinte pentagonale, quatre casemates et une tour d'artillerie[38]. À partir de 1793, le château est livré au pillage et à la destruction[5]. En 1899, les ruines devinrent propriété de l'État. La commune de Theux racheta le château de Franchimont en 1959. Le château en ruine a fait l'objet d'une restauration menée par l'ASBL « Les Compagnons de Franchimont ». Le château de Franchimont est classé Patrimoine exceptionnel de Wallonie en 2001[38]. Tous les deux ans s'y déroule une foire moyenâgeuse[40]. Appelée auparavant la Franche Foire, cette foire existe depuis 1973.
- L'église Saints-Hermès-et-Alexandre de Theux, une église-halle romane (les trois nefs, d'égale hauteur, furent construites au début du XIe siècle)[5] est la seule du genre entre la Loire et le Rhin. Son plafond, peint au XVIIe siècle, a été restauré dans les années 1990. Dès le XIIIe siècle est construite une tour de défense jouxtée à l'église. Elle témoigne du rôle défensif que jouait l'église à cette époque. Il n'existerait d'ailleurs plus que deux tours de défense de ce type en Belgique : celle-ci et celle de l'église Saint-Pierre de Bastogne. La toiture des nefs fut reconstruite « à la fin du XIVe siècle, un peu plus tard que celle de la tour, vers 1370-1375 d'après la dendrochronologie. Cette toiture était aussi fortifiée à l'aide de tourettes aux angles, citées dans les archives, mais détruites au début du XVIIIe siècle, à la faveur des premiers traités de paix. »[41]. Le chœur gothique fut édifié au XVIe siècle[5].

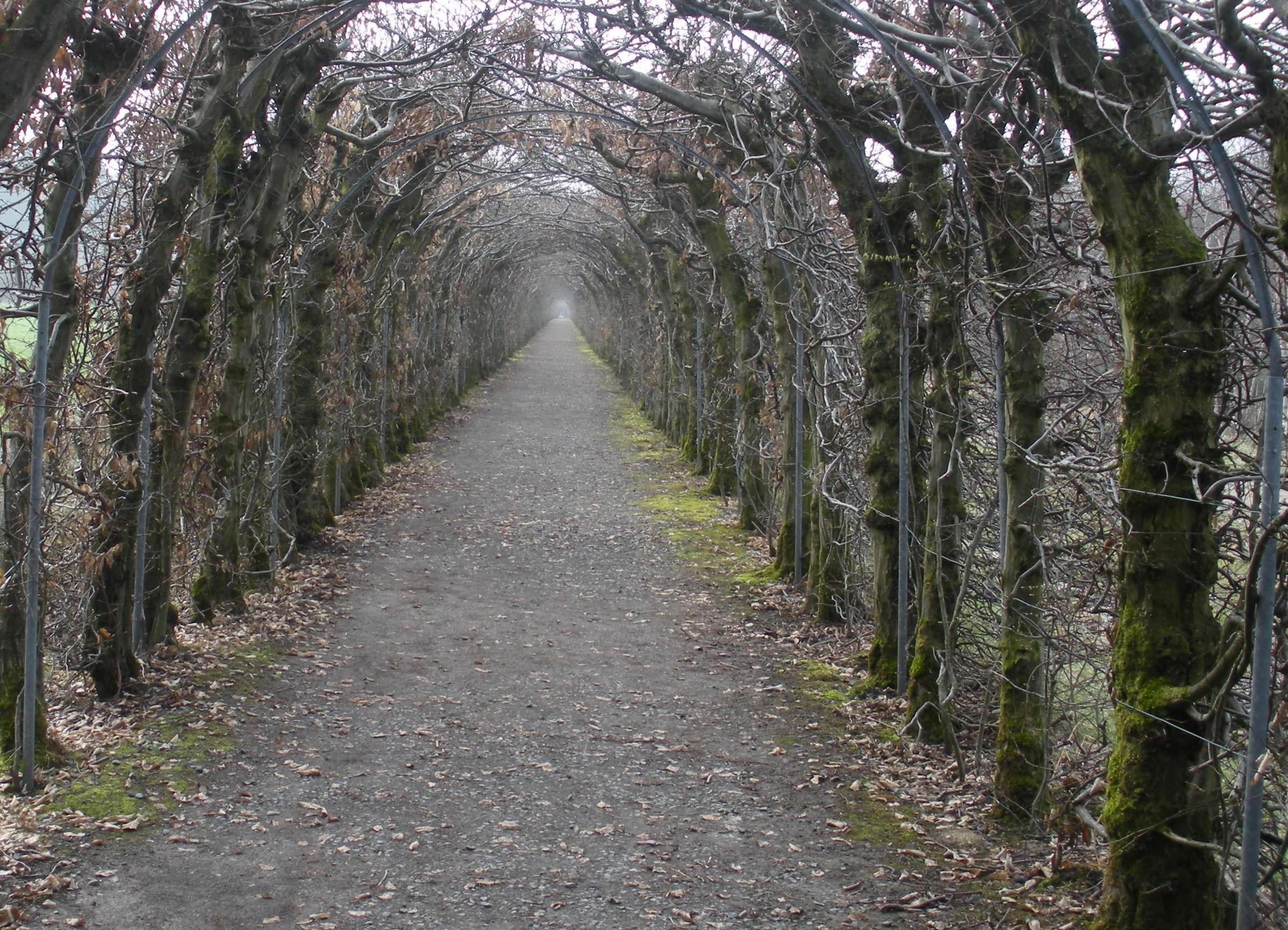
La Charmille du Haut-Marais, en automne.

À la Reid se trouve la Charmille du Haut-Marais, près de Hautregard, qui est un site classé. Cette charmille, l'une des plus longues d'Europe, forme un tunnel végétal de 573 mètres composé de 4 700 plants de charmes (Carpinus). La Charmille du Haut-Marais est régulièrement entretenue par les élèves de l'École de sylviculture de La Reid, .
Au Polleur, dont une partie se trouve sur la commune de Verviers, est une section de la commune de Theux. La construction de l'église Saint-Jacques de Polleur date du XVe siècle. La caractéristique de cette église est de posséder un clocher tors dextrogire (de gauche à droite) composé de deux parties. La partie inférieure, d'où s'élève une flèche composite octogonale bâtie volontairement torse, repose sur une base carrée. La flèche se raccorde à la partie supérieure également octogonale mais droite. La tour et la flèche de l'église Saint-Jacques sont inscrites au patrimoine immobilier classé de Theux (arrêté du 25 janvier 1935).
Enfin, dans les villages de Theux se trouven notamment deux sites :
- l'Îlot des Arbres de Basse-Desnié, à Desnié, appelé aussi le site du Calvaire, est inscrit, depuis 1989, au patrimoine immobilier classé de Theux. Cet îlot est composé de deux tilleuls et deux hêtres plantés par des élèves de 6e année primaire de Desnié après la Première Guerre mondiale[45].
- L'église Saint-Roch abrite des orgues du XVIIe siècle inscrites au patrimoine immobilier classé de Theux[11]. Elle est située dans le village de Jehanster, lui-même localisé sur « une crête sauvage accrochée aux contreforts des Hautes Fagnes ».

### Environnement

#### Réserve naturelle domaniale du Ru de Chawion

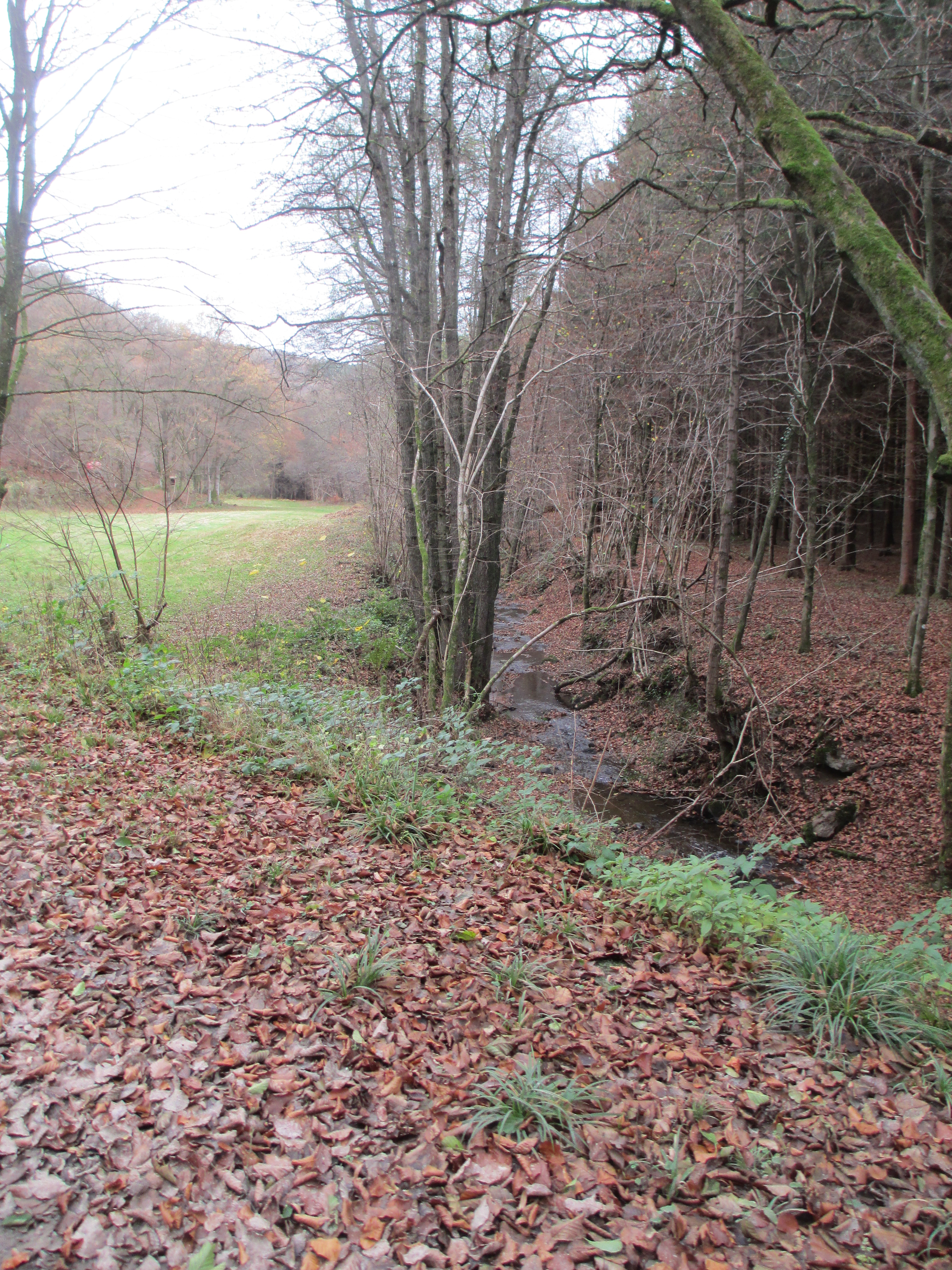
Réserve naturelle domaniale du Ru de Chawion (bois de Staneux, Theux).

Les zones humides de la vallée du Ru de Chawion abritent des espèces animales et végétales spécifiques. Ces riches prairies semi-naturelles ont été exploitées durant plusieurs siècles. Le foin fauché était de bonne qualité grâce aux alluvions apportées au sol régulièrement inondé. Depuis l'abandon de ces pratiques ancestrales dans les années 1950, ces prairies n'ont plus été entretenues, certaines étant même plantées de frênes ou enrésinées.
Bien que, par un arrêté ministériel de 1991, une superficie de 1,5 ha de terrains appartenant à la Région wallonne fût constituée en réserve naturelle (Réseau Natura 2000), la qualité biologique de cette partie de la forêt de Staneux régressait. En été 2015, après une enquête publique, la réserve est officiellement classée en « réserve naturelle domaniale du Ru de Chawion » et étendue à 11 ha d'espace protégé, d'où une prise en charge immédiate par la Division Nature et Forêt de la Région wallonne, cantonnement de Spa.
La biodiversité de la zone renaît. Le colchique (Colchicum), le martin-pêcheur (Alcedinidae) et le cincle plongeur (Cinclus cinclus), le triton, le castor, le papillon demi-deuil (Melanargia galathea) en deviennent des hôtes familiers grâce aux travaux d'aménagement. « Un fond de vallée plus ouvert, des sapins abattus, des mares préservées » ou créées sculptent le paysage. La présence humaine est strictement limitée sur les chemins et la cueillette interdite.

#### Faune

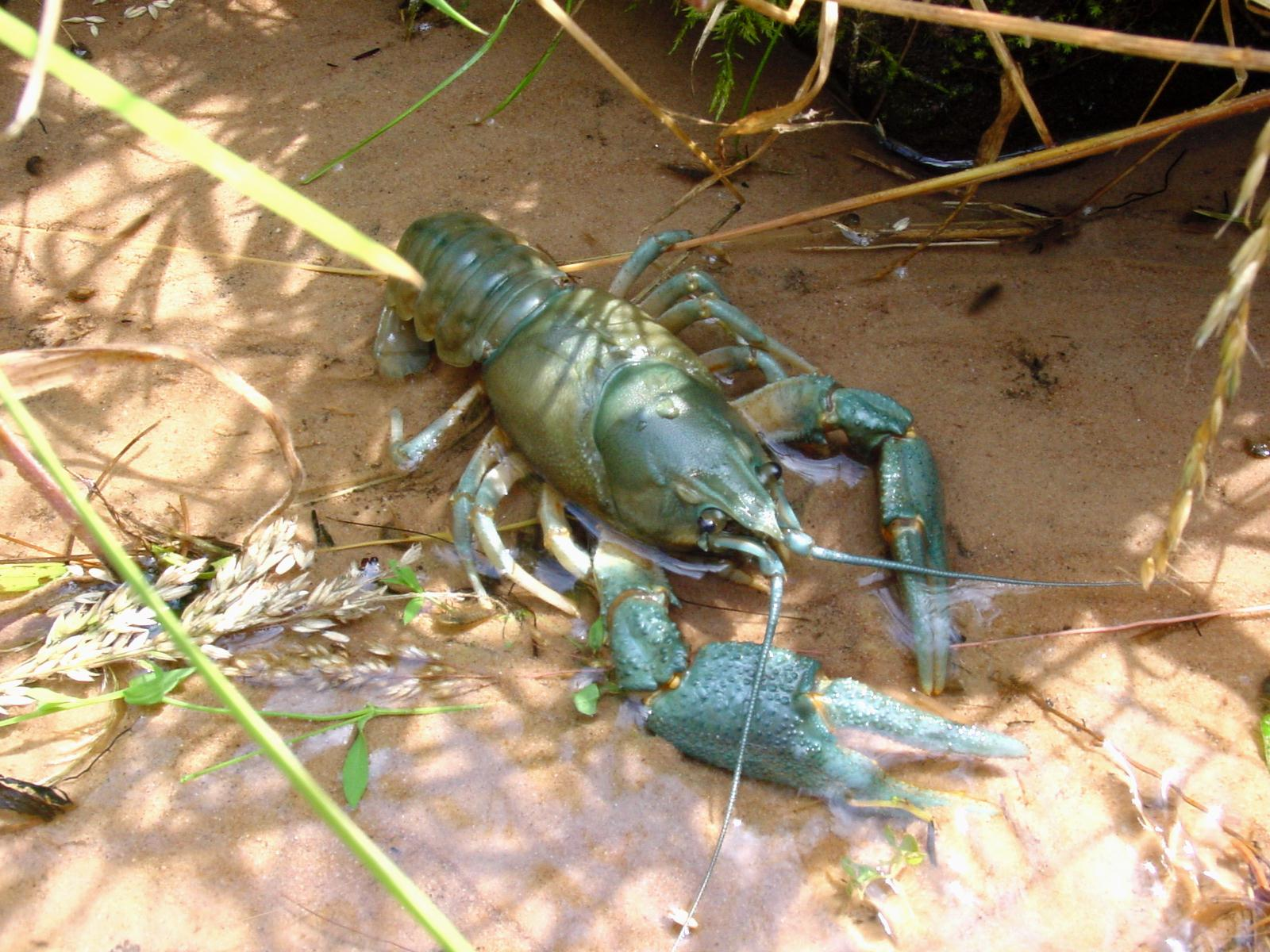
Écrevisse à pattes rouges Astacus astacus.

Parmi la faune herpétologique, on signale le crapaud accoucheur (Alytes obstetricans) qui se reproduit dans une mare nichée au fond d'une dépression. Les oiseaux sont nombreux dans ces sites et les insectes abondants et diversifiés. Concernant les lépidoptères, on trouve le petit nacré (Issoria lathonia).
Un inventaire est réalisé de 1990 à 1996 dans toute la Région wallonne : 8 513 pièces d'eau sont répertoriées sur cartes et 4 321 propriétaires contactés. Les résultats sont jugés alarmants : seulement neuf ruisseaux et 137 pièces d'eau abritent encore des écrevisses Astacus astacus en 1996.
De 1996 à 2001, les populations d'écrevisses à pieds rouges périclitent. Il ne reste qu'une trentaine de sites et moins d'une dizaine de pièces d'eau avec des populations viables. Outre le champignon Aphanomyces astaci, l'écrevisse signal ou de Californie, Pacifastacus leniusculus, « espèce invasive et persistante », reste « l'ennemie incontournable » de l'écrevisse à pieds rouges.
Didier Herman, biologiste theutois, est à l'origine du projet de sauvegarde et de retour dans les pièces d'eau de Wallonie de l'écrevisse à pattes rouges, l’Astacus astacus. Depuis l'année 2000, il travaille à ce projet avec le service de la Pêche (Division de la nature et des forêts) de la Région wallonne. Le projet pilote d'astaciculture, soutenu par la Région wallonne, naît du constat de la diminution des populations viables d'écrevisses à pattes rouges dans les pièces d'eau, étangs ou lacs wallons.
Depuis janvier 2000, des juvéniles naissent dans ses écloseries et y grandissent avant d'être ensuite réimplantées en milieu naturel. Fin 2003, plus de 14 000 juvéniles sont ainsi élevées dans 31 bassins. L'Association pour la sauvegarde et la promotion des écrevisses indigènes (ASPEI), créée en novembre 2008, assure la continuité du projet scientifique de redéploiement des populations d'écrevisses à pattes rouges.
Au printemps 2010, on dénombre une quarantaine de pièces d'eau où vivent des Astacus astacus.
L'Association theutoise pour l'environnement a été reconnue, en 1999, par le Ministère de l'Agriculture comme « centre de référence et d'expérimentation pour l'élevage d'écrevisses à pieds rouges ». Le projet a reçu, en 2001, le Prix Ford Motor Company.

#### Flore

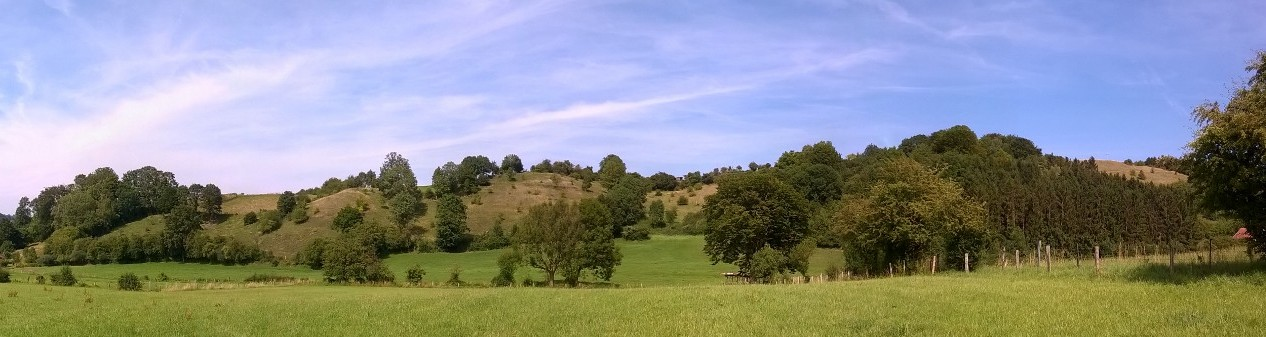
Coteaux calcaires du Thier du Gibet.

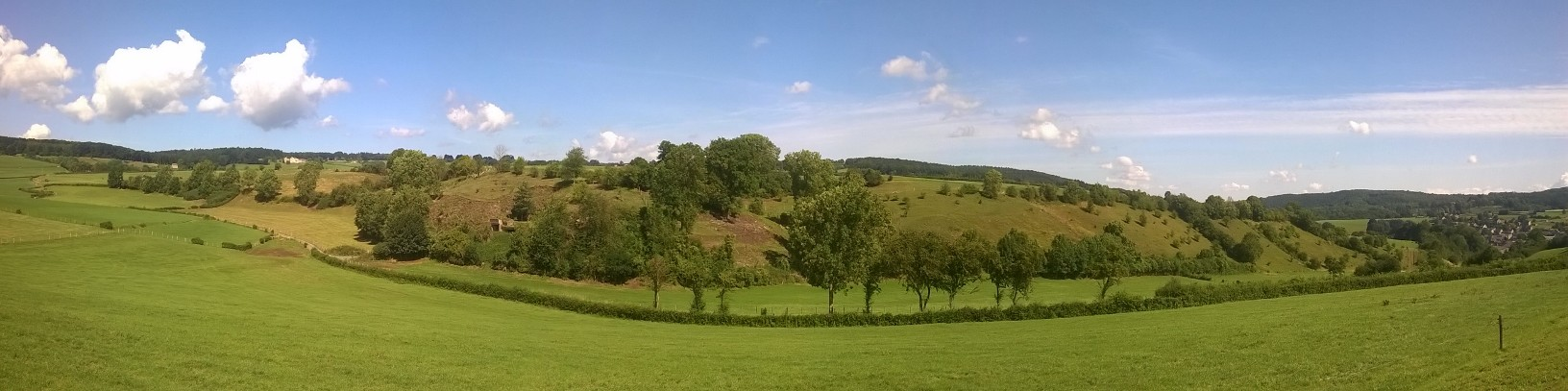
Coteau de Mont et ancienne carrière.

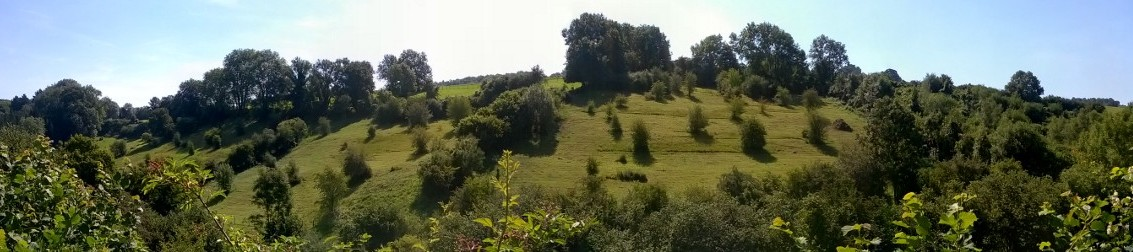
Coteaux calcaires de la vallée du Wayot.

Outre les espèces calaminaires du rocheux telles que la pensée calaminaire (Viola calaminaire) ou le gazon d'Olympe (Armeria maritima), la flore de ces sites comprend des espèces telles que le botryche lunaire (Botrychium lunaria), la bugle de Genève (Ajuga genevensis), la petite-centaurée commune (Centaurium erythraea), des orchidées (Orchidaceae) comme l'homme-pendu (Orchis anthropophora), l'ophrys abeille (Ophrys apifera), etc.
La fenêtre de Theux comprend les trois sites suivants :
- Le Thier du Gibet, réserve naturelle de 4 hectares, occupe une position centrale dans la fenêtre de Theux où cet îlot calcaire abrite une végétation de grand intérêt. Il a nécessité, depuis 2010, dans le cadre du projet « Life Hélianthème », des travaux de réouverture importants régulièrement réalisés[54].
- La carrière et le coteau de Mont, réserve naturelle, dont les pelouses calcaires du haut coteau de Mont (3 hectares) abandonnées par l'agriculture, embroussaillées à 80 %, étaient en voie avancée de recolonisation forestière. Depuis 2010, ce site d'une grande importance écologique est restauré par l'ASBL Natagora, grâce à des actions régulières consistant essentiellement en pâturage de moutons, fauchage et ramassage des herbes hautes par des bénévoles. Le site retrouve un aspect intéressant avec une faune et une flore variées ainsi que des espèces rares et protégées[54].
- Dans la vallée du ruisseau du Wayot, des travaux de réouverture, réalisés par l'asbl Natagora, ont permis aux graines de la flore typique de ce milieu calcaire : orchidées (Orchidaceae), thym (Thymus), Origanum vulgare (origan ou marjolaine sauvage), basilic (Ocimum basilicum) de retrouver leur place. Cette biodiversité est très rare en Wallonie[53].

### Héraldique
| Blason de Theux | Blason  | Au premier d'argent à trois lionceaux de sinople, couronnés d'or, et au deuxième, en pointe, de gueules au perron haussé, supporté par trois lions sur trois degrés, monté d'une pomme de pin, sommé d'une croix pattée, le tout d'or, accosté d'un L et G majuscules du même. |
| Blason de Theux | Détails | Par arrêté royal du 29 août 1842, il a été octroyé à la commune de Theux un blason de forme XIXe siècle, au contour supérieur droit, à champ composé, à deux quartiers, coupé de Franchimont et de Liège.                                                                      |

### Événements

#### Foire médiévale de Franchimont

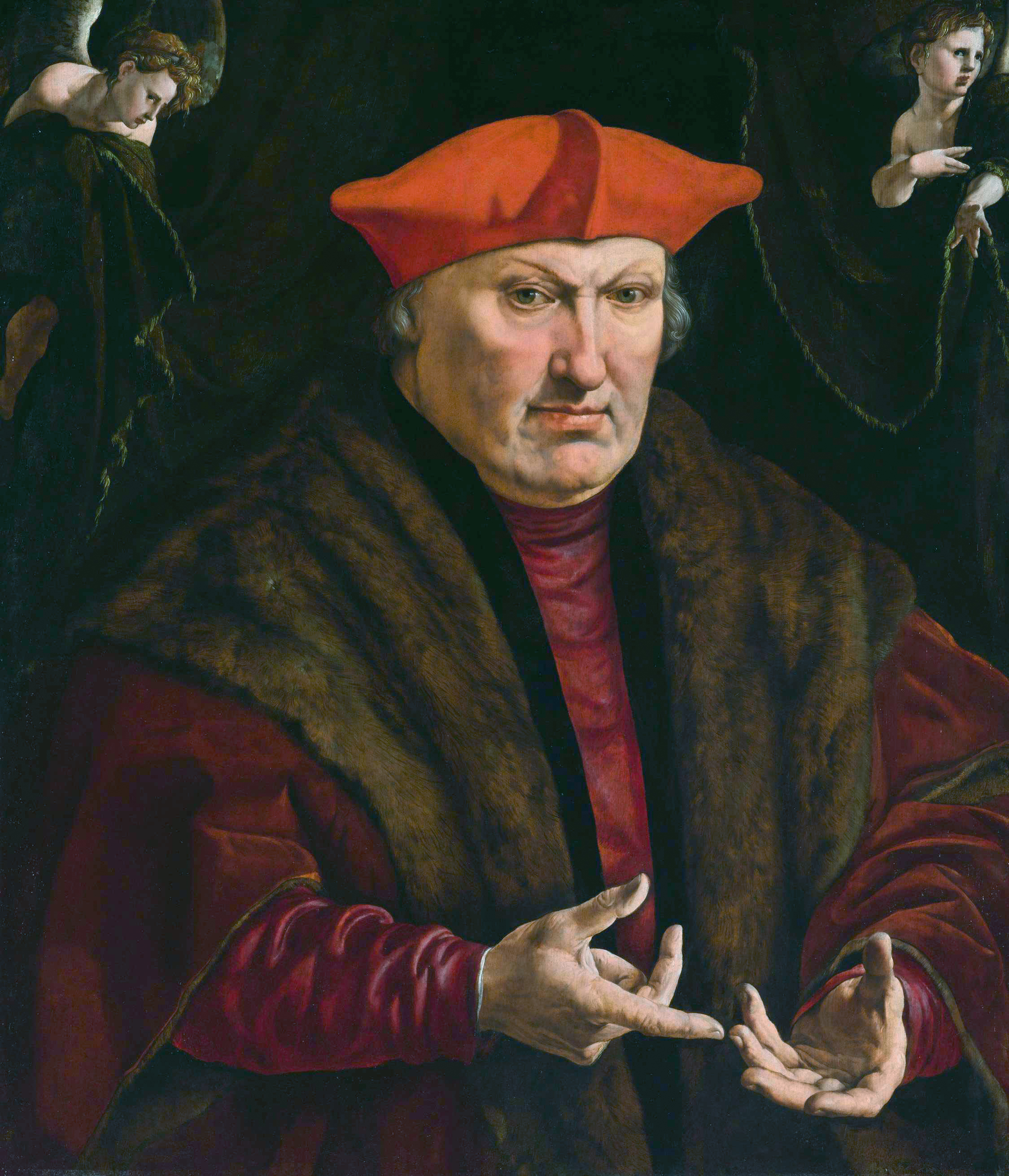
Portrait d'Érard de La Marck.

En décembre 1970, l'organisation d'une foire médiévale en été, tous les deux ans, est débattue : un projet est soumis à l'Administration communale et au Syndicat d'Initiative de Theux. Il s'agit de reconstituer l'ambiance d'une foire des années 1514-1520, telle qu'elle pouvait être vécue sous la « houlette bienfaitrice » d'Érard de La Marck, prince-évêque de Liège de 1505 à 1538.
La première Franche Foire, qui, plus tard, sera appelée la Foire médiévale de Franchimont, a lieu en 1973.
Depuis 1973, cette Foire, organisée par l'ASBL « Foire médiévale de Franchimont » pendant les quinze mois qui la précèdent, présente une série de concerts, de conférences, d'expositions historiques et de représentations théâtrales.
Six podiums sont installés dans la Haute-Cour, le Vinâve, l'Aumaillerie, le Bourg Neuf, Saint-Roch et l'Auberge. Gonfalonniers (lanceurs de drapeaux), danseurs, harpistes, trouvères, conteurs, groupes musicaux, ainsi que plusieurs dizaines d'artisans, officient pour les spectateurs, . Des restaurants, des tavernes et un cabaret médiéval accueillent les visiteurs. Ces derniers utilisent, à l'intérieur du périmètre de la manifestation, la monnaie d'époque, soit une seule pièce : l'esterlin.
Pendant la durée de la Foire médiévale qui se déroule le troisième week-end d'août des années impaires, des participants déambulent parmi les visiteurs sous l'aspect de personnages inattendus tels que des lépreux, des serveurs de brochettes, de grands seigneurs, des changeurs de monnaie, etc.

#### Événements générés par la Chevalerie de l'Ordre du Chuffin
La Chevalerie de l'Ordre du Chuffin (chouette, en vieux français : chuffin) est née le 30 octobre 1968, jour de la clôture des festivités du 500e anniversaire du combat des six cents Franchimontois. Le baptême a lieu le jour même sur les marches du Perron. Sont intronisés un Grand Commandeur et trois Commandeurs.
Créée sur une idée de René Lahaye, dessinateur de costumes de scène et de costumes historiques, peintre, ancien directeur du Grand Théâtre de Verviers, la Chevalerie de l'Ordre du Chuffin devient, en 1972, une ASBL qui a pour buts de « sauvegarder le folklore local, raviver les moments illustres de l'histoire de Theux, rendre hommage à ses grands hommes, mettre en valeur son patrimoine architectural, animer la vie culturelle franchimontoise ». Son emblème, dessiné par René Lahaye, est une chouette.
Des sections se constituent au fil des ans : les Compagnons de la Basoche (théâtre), les Ménestrels (musique ancienne), la Compagnie des Archers, les Annuytants du Vert Bouc (« les fouilleurs du château ») puis les Compagnons de Franchimont, les Chroniqueurs du Marquisat qui assurent une chronique mensuelle dans Le Pays de Franchimont, les Baladins de Taillevent (danses folkloriques), la Chuffilm (de 1971 à 1980), ses studios voient ensuite se développer Radio Franchimont (1982-1993), les Zimtheux (formation de musique folklorique et Renaissance), Excalibur (chants et musiques), dont le groupe Octarine (rock médiéval, Renaissance) prend la relève, et la Compagnie de la Verte Tente (avec ses armes et armures).
Depuis 1969, chaque année, un cérémonial a lieu pour l'intronisation de Chevaliers et de Connétables.
Fin janvier, pour la fête de saint Sébastien, patron des Archers, la Compagnie des Archers et toute la Chevalerie procèdent au tir du Roy.
Les Chroniqueurs du Marquisat organisent des expositions annuelles à la Bibliothèque communale.

#### Activités et événements initiés par le Centre culturel de Theux

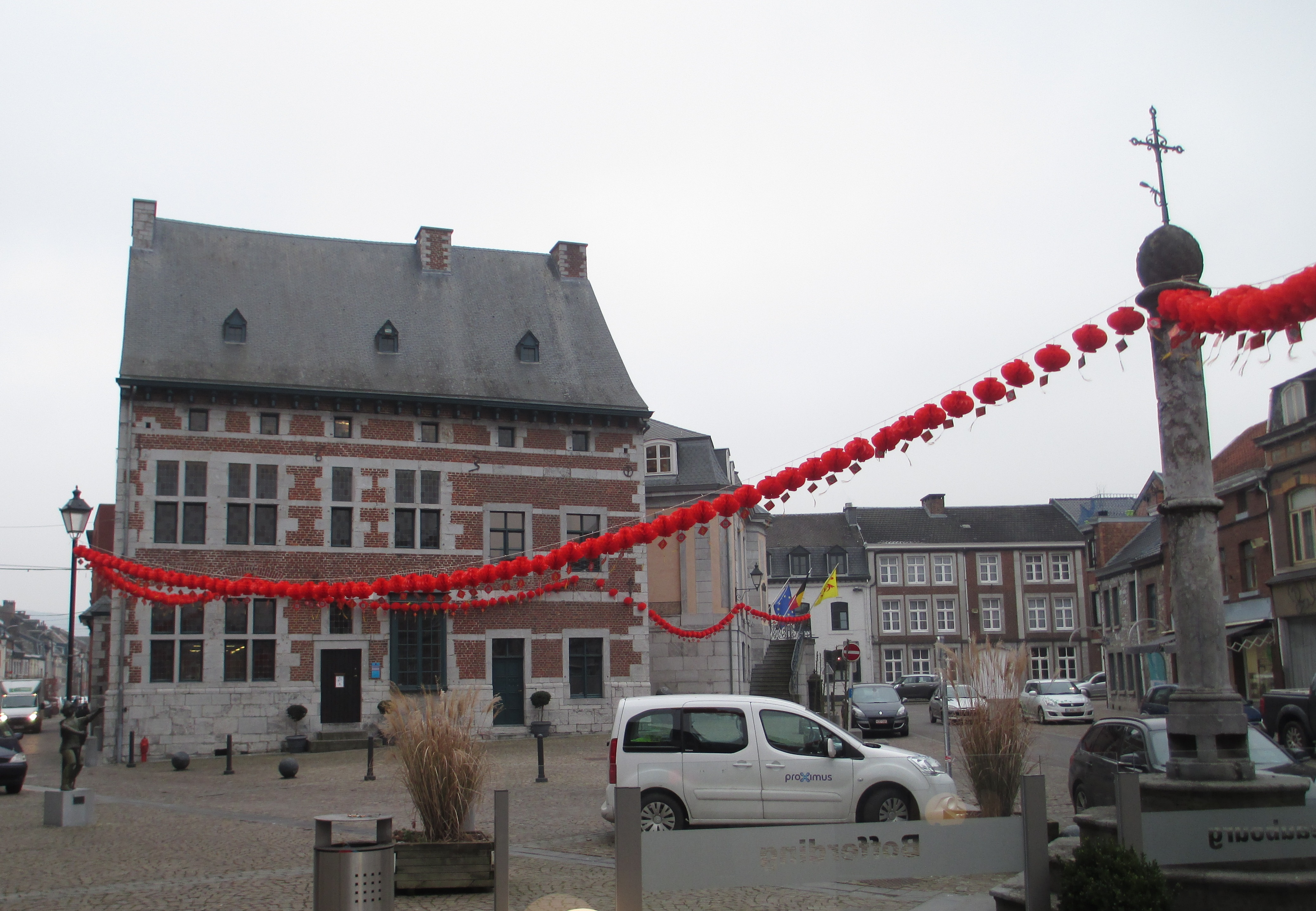
La place du Perron à Theux décorée de lanternes offertes par un artiste chinois (Biennale d'Art Chine - Theux, 2015).

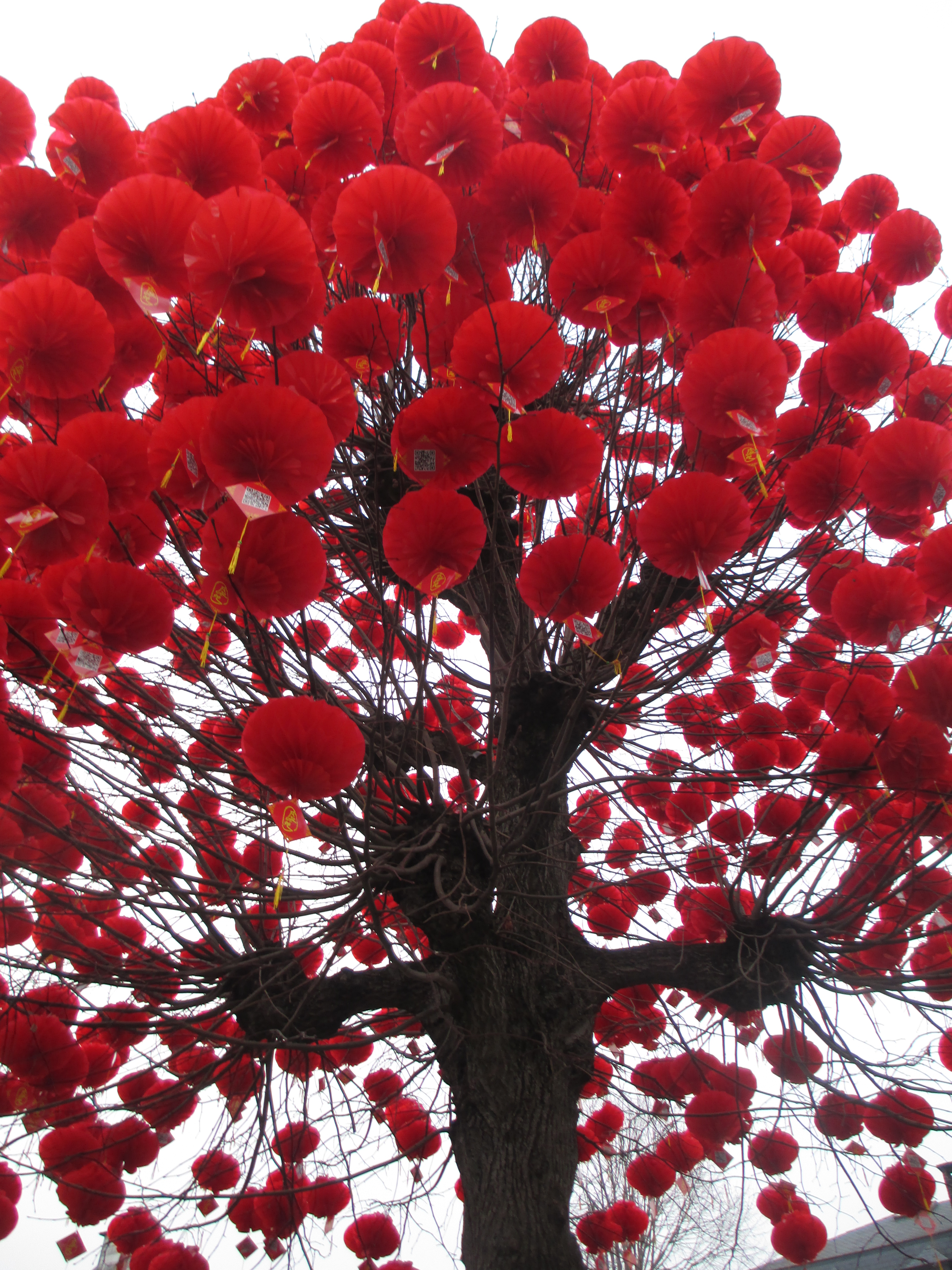
Arbre décoré de lanternes chinoises lors de la Biennale d'art Chine - Theux (2015).

En 1991, le Centre culturel de Theux est créé et succède à l'ancien Comité culturel. Il est reconnu par la Communauté française de Belgique. Le but du centre est :
- développement d'une politique culturelle sur l'entité de Theux ;
- gestion et programmation de la salle du « Théâtre L'autre Rive » ;
- organisation de concerts, conférences, représentations théâtrales[66].

Le Centre culturel de Theux organise diverses expositions : photographie, peinture, sculpture, etc. Disposant du « Théâtre L'Autre Rive » ainsi que de plusieurs salles polyvalentes équipées, il propose des conférences, concerts, pièces de théâtre tout public et jeune public, projections, danses, etc.
Le Centre culturel de Theux a mis en œuvre des activités organisées,  : musique, théâtre, radio, des ateliers d'arts créatifs, un ciné-club, etc.
La Biennale d'Art contemporain de Theux « pratique, à chacune de ses éditions, une ouverture sur l'art d'un pays étranger. Née d'une initiative de Michel Barzin, organisée par le Centre culturel de Theux avec la collaboration du Musée des Beaux-Arts et de la Céramique et de l'ACAM [(Association des Amis des Musées)] de Verviers, elle a successivement invité des artistes mexicains, québécois et serbes avant d'accueillir des artistes chinois. ».
Les biennales ayant eu lieu sont :
- la Biennale d'Art Mexique - Theux, première édition de l'exposition internationale « Biennale d'Art contemporain », en 2007[70],[71] ;
- la Biennale d'Art Trois-Rivières (Québec) - Theux, deuxième édition de l'exposition internationale, en 2009[70]. Il s'agit d'une initiative inscrite dans le programme « Y a pas d'lézarts » élaboré par la province de Liège et son service culturel[71] ;
- la Biennale d'Art Serbie - Theux, troisième édition de l'exposition internationale, en 2012, invitait à découvrir les œuvres (peinture, gravure, impression, graphisme, photographie et dessin de « huit artistes serbes : Zoran Marjanović, Biljana Vuković, Branimir Karanović, Dimitrije Pecić, Sinisa Zikić, Rastko Cirić, Selma Djulizarević et Vladimir Veličković ». Des œuvres étaient présentées au Musée des Beaux-Arts et de la Céramique de Verviers, au Centre culturel de Theux, à la chapelle Saint-Nicolas de Marché où étaient exposées des fresques médiévales de Serbie. Des films d'animation ont été projetés au théâtre L'Autre Rive à Polleur[72]. À la bibliothèque communale de Theux, une exposition proposée par le ministère de la Culture de Serbie présentait « une série de panneaux très complets évoquant la vie et la carrière d'Yvo Andrić (1892-1975), diplomate et écrivain » serbe, qui reçut le prix Nobel de littérature en 1961[72], [73] ;
- la Biennale d'Art Chine - Theux, quatrième édition de l'exposition internationale, en 2015, invitait des artistes chinois. Le Centre culturel de Theux a élaboré et conçu ce projet avec le Centre culturel chinois de Liège Zhong Ren, Art contemporain et Amis des Musées de Verviers, le Centre culturel régional de Verviers et le Centre culturel de Dison[74]. Cette exposition invitait « à découvrir la Chine par le biais de ses arts plastiques : peinture, gravure, impression, photographie et calligraphie »[75]. Ce programme s'est déroulé en plusieurs lieux : « le Centre culturel de Theux, la Chapelle Saint-Nicolas de Marché, le théâtre L'Autre Rive à Polleur, le Musée des Beaux-Arts de Verviers, l'espace Duesberg à Dison, le Tremplin ». Le Centre culturel de Theux présentait « une exposition d'aquarelles de Liu Jianing et de gravures, dessins, aquarelles, [...] et d'outils traditionnels de gravure. »[70]. Pour la Biennale Chine - Theux, la ville de Theux s'est parée « de milliers de lanternes chinoises dans les rues, sur les arbres, aux maisons particulières ». Une opération « Vœux » était associée à cette décoration, « les Theutois ayant reçu avec leurs lanternes un petit carton sur lequel ils pouvaient indiquer ce qu'ils rêvent pour Theux »[70].

#### Week-end Wallonie Bienvenue
Les manifestations de Week-end Wallonie Bienvenue offrent aux communes de Wallonie l'occasion de présenter le savoir-faire de leurs producteurs et artisans, les produits de leur terroir, leurs boutiques de produits locaux. Des animations culturelles et artistiques, des expositions, des spectacles sont proposés aux visiteurs.
En 2015, Theux connaît sa cinquième participation à Week-end Wallonie Bienvenue avec ses 47 "Ambassadeurs". Un Ambassadeur, « personne prête à adhérer à la philosophie et aux objectifs de Week-end Wallonie Bienvenue en apportant bénévolement son soutien » est un personnage clé de cette opération.
Cette même année, un déjeuner médiéval précède des visites libres ou guidées : église d'Oneux, église Saints-Hermès-et-Alexandre, château de Franchimont, centre historique theutois, moulin Banal, nouvelle caserne des pompiers, carrière de marbre noir, charmille de La Reid, Musée des instruments de physique laissés par les pères lazaristes allemands, ateliers fabriquant les vins et élixirs de Franchimont, école d'équitation, hangars d'aviation de loisir, Forge d'Ephaïstos, bourse aux motos anciennes, Jardin de vie, serres, jardin arboré.
Les visiteurs peuvent écouter des contes et légendes du pays theutois et de l'Ardenne lors d'une conférence qui a lieu au Moulin Banal. Des découvertes de la région sont proposées grâce à des livres anciens et maintes revues.
Des rencontres d'artistes et artisans créateurs se déroulent pendant tout un week-end : sculpteurs sur bois, ébénistes, graveurs, forgerons, artisans bijoutiers, artistes peintres, dessinateurs, enlumineuse, photographes, garnisseurs (de fauteuils, etc.), mosaïste, dentellière, potiers.

#### Foire de la Saint-Hubert

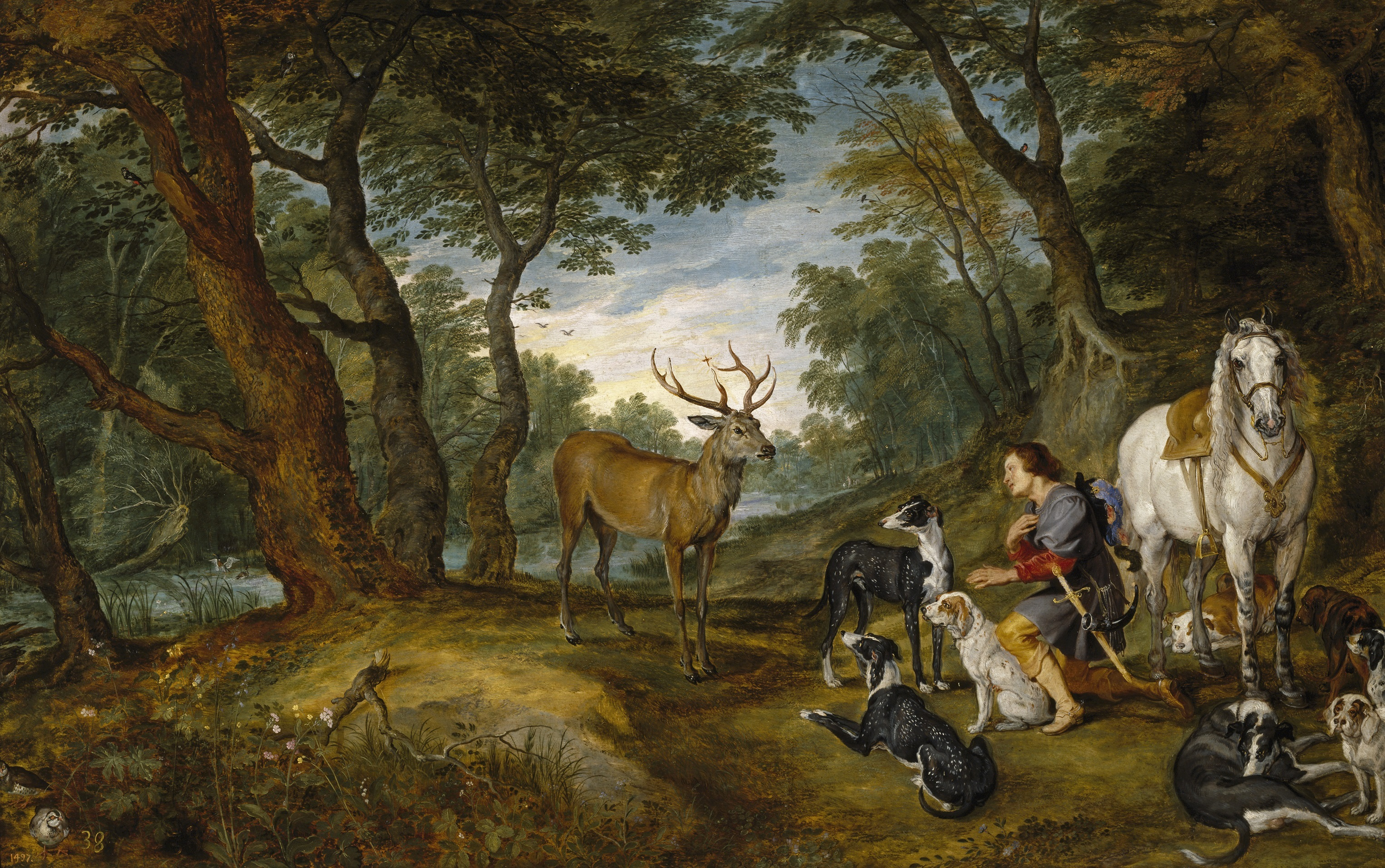
La Vision de saint Hubert de Jan Brueghel l'Ancien et Rubens.

La Foire de la Saint-Hubert a lieu en novembre. Elle permet la découverte des produits du terroir et s'accompagne d'animations avec des sonneurs de cors et des accordéonistes, entre autres.
Traditionnellement, la Foire de la Saint-Hubert accueille des visiteurs de Terrasson, ville jumelle de Theux. Ainsi, en 2014, lors de la 147e édition de la Foire de la Saint-Hubert, le groupe du Comité de Jumelage Theux-Terrasson était présent.
Des participants de Bierstadt, ville avec laquelle Theux a signé un pacte d'amitié, sont également présents sous un chapiteau pour faire découvrir leurs vins et salaisons.
Chaque année, des sonneurs de cors de chasse circulent parmi les participants et visiteurs de la foire. Le groupe de sonneurs de cors est aussi présent lors de la messe traditionnelle de 18 heures, ainsi qu'à la bénédiction des chevaux et des animaux de compagnie qui a lieu devant l'église Saints-Hermès-et-Alexandre de Theux.

### Événements sportifs
- L'« Everest de Bueren » : parmi les épreuves de course à pied organisées par DG Sport, a eu lieu, en 2014. Le concept consistait à monter 132 fois, afin d'égaler l'ascension de l'Everest, qui culmine à 8 849 m, les 374 marches de la Montagne de Bueren[80],[81]. Seules, 7 équipes ont réussi les 132 ascensions de la Montagne de Bueren, dont l'appellation perpétue le souvenir de Vincent de Bueren. Ce dernier, en 1468, à la tête des Six cents Franchimontois, fut un défenseur acharné de Liège.
- « BueRun » : en 2015, l'épreuve de l'« Everest de Bueren » change de nom ainsi que de concept et devient le « BueRun », avec un départ toujours donné au pied de la mythique Montagne de Bueren. Cette épreuve, « à mi-chemin entre le trail urbain, le jogging et la course à obstacles, passe toujours par le célèbre escalier »[80].

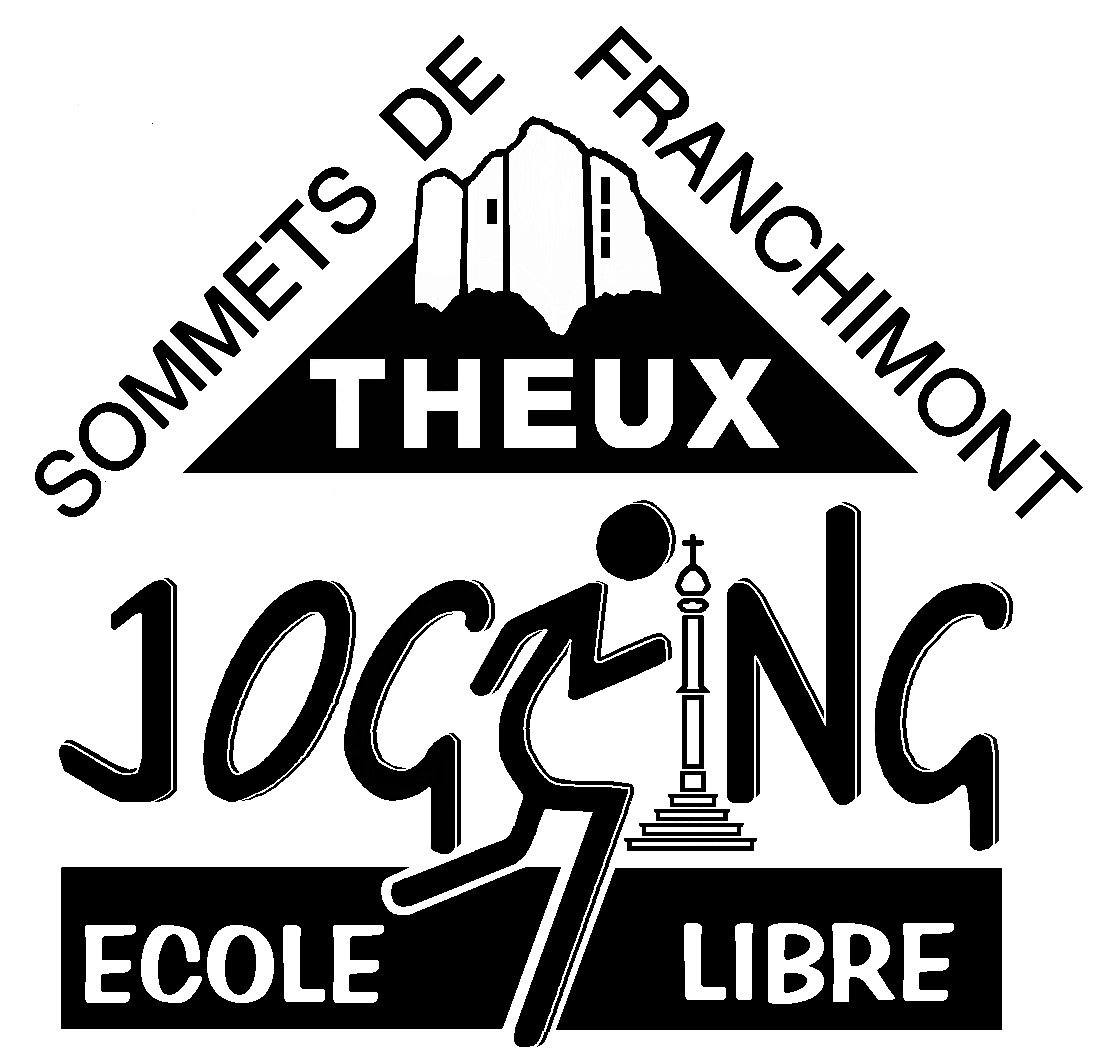
Logo des Sommets de Franchimont (1998).

- « Sommets de Franchimont » : en 1993, le Theutois Jean-Claude Vincent, enseignant à l'École libre de Theux, est l'initiateur ainsi que l'organisateur de cette épreuve pendant dix ans. Lorsqu'il se retire de cette organisation d'école, elle est confiée à l'équipe en place, et la direction en est assumée par Jean Baivier, président du Pouvoir organisateur[82]. Les 23e "Sommets de Franchimont", en 2015[83], sont repris pour la 22e fois dans le Challenge Jogging de la Province de Liège[84]. Les départs des trois courses (enfants, jeunes, adultes) sont donnés à l'Institut Saint-Roch de Theux disposant d'un spacieux hall de sports.

- « Jogging de Polleur » : l'École communale de Polleur organisait son 24e jogging en juin 2015. Le "Jogging de Polleur" fait partie du Challenge L'Avenir[85].

- Le club des « Marcheurs Franchimontois », créé en 1975, affilié à la Fédération francophone belge de Marches populaires (FFBMP), organise des épreuves annuelles comprenant plusieurs parcours dont les distances varient de 4 à 50 km. Les lieux de départ peuvent être : Juslenville, Spixhe, Theux, Jevoumont, La Reid ou Polleur[86].
- Le « Jogging de Jehanster » est organisé par l'Amicause, groupe de joggeurs de Verviers. Il comporte deux courses en soirée, à 19 h 30 : 4 km et 12 km. Il fait partie du Challenge L'Avenir[87]. Le départ a lieu du centre de Jehanster et le parcours propose des boucles légèrement vallonnées dans les bois[88].

Parmi les trails :
- le « Trail des 600 Boitheux » - un Boitheux (Tectis liberum) étant un coureur qui arpente les sentiers theutois plusieurs fois par semaine -, au départ de l'Institut Saint-Roch, voit en 2015 sa deuxième édition. Ce trail propose trois distances pour les adeptes de la course en nature : 11 km, 22 km et 33 km[89] ;
- le « Trail du Petit Poucet », au départ de l'Institut Saint-Roch, a eu lieu en 2014 : 20 km dans les bois du Staneux. Un parcours découverte de 9 km était prévu pour les participants d'un premier trail courte distance[90], [91] ;
- le Trail de La Reid, qui voit sa quatrième édition en 2015, est organisé par l'Institut provincial d'enseignement agronomique de La Reid, au départ du hall de l'IPEA : trois distances de 15 km, 25 km et 45 km[92].

#### Cyclisme
- DG Sport est l'organisateur du « Spa Cycling Challenge », qui a eu lieu le 30 août 2015. Il s'agit d'une épreuve de huit heures en endurance, route et VTT, sur le site du circuit de Spa-Francorchamps[93].

- Le club VTT « Ardennes Mountain Bike Theux », constitué en ASBL en 2001, est créé en 1981 sous l'appellation « Ardennes Mountain Bike ». À partir de 1997, il publie le mensuel Ardennes Infos. Parmi ses activités, une école de cyclisme, reconnue par la Fédération cycliste Wallonie-Bruxelles (FCWB), organise des sorties en alternance à Theux et à Spa, et s'occupe de la formation de plusieurs groupes suivant le niveau de chacun[94].

- « Ardennes Trophy », épreuve VTT créée, en 1989, par « Ardennes Mountain Bike » de Theux, a lieu chaque année. Organisée par Jules Hazard et son équipe, cette épreuve comprend quatre tracés adaptés à l'âge des participants, soit 25 km pour les aspirants (13-14 ans), 50 km pour les débutants, 75 km pour les juniors et 100 km pour les sportifs confirmés. Son slogan est : « Le choc des mollets, le chic des yeux »[95].

#### Football
La Royale Association football franchimontois, , fondée en 1901, est l'un des plus anciens clubs de Belgique encore en activité et porte le matricule 14 (Liste des clubs de football belges par matricule). Ses terrains sont situés avenue du Stade à Theux.
Le club évolue en deuxième provinciale depuis la saison 2010-2011.
Dans la commune de Theux se trouvent également le Football Club Jehanster et le Football Club de La Reid.

#### Natation hivernale
« Le Royal Cercle Theux Natation se concentre actuellement sur les seules activités de natation hivernale ». Né en 1937, après la construction de la piscine communale de Theux, le club était originellement orienté vers la natation en eau chaude, le water-polo et les compétitions régionales. Fin 1956, le club choisit de se concentrer sur la natation en eau froide et le 20 janvier 1957 a lieu la première fête hivernale.

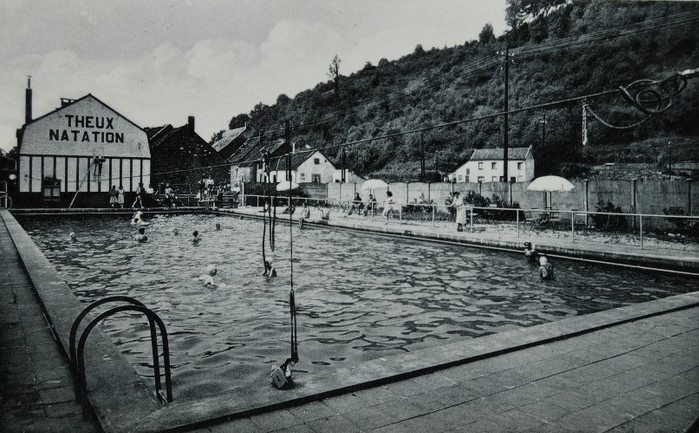
La piscine communale de Theux (années 1950).

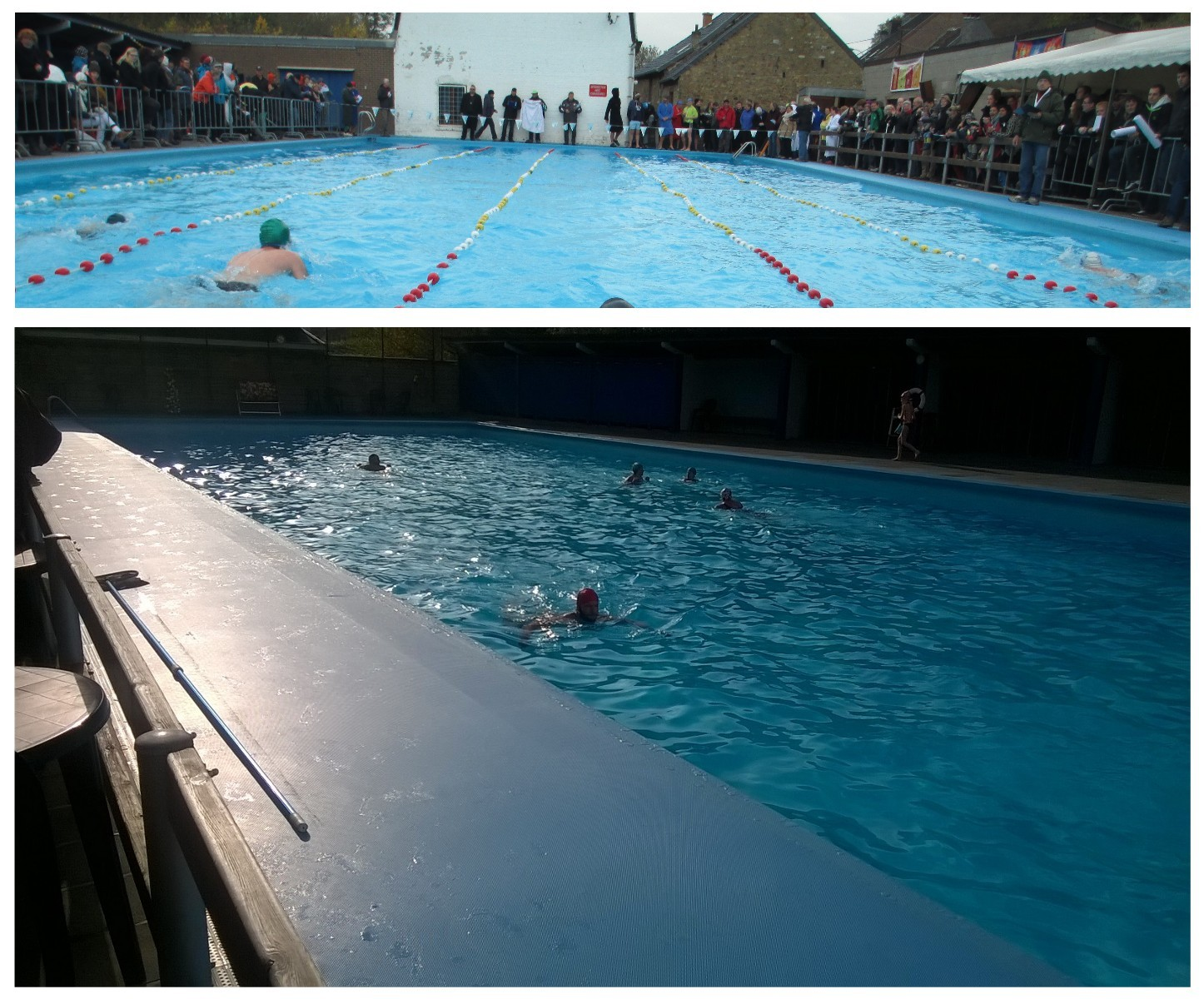
La piscine en plein air de Theux où le Royal Cercle Theux Natation organise compétitions hivernales et nage d'entraînement.

En 1972, le club reçoit le Prix d'excellence du Sport. En 1976, des nageurs collaborent à des études médicales sur le comportement cardiaque dans des conditions stressantes d'eau glacée. En 1987, le club devient le Royal Cercle Theux Natation (RCTN).
Lors de la 41e fête hivernale, en novembre 2002, le club, « qui met sur pied l'unique compétition (en bassin) de natation hivernale en Wallonie », recevait à Theux des représentants de huit clubs. Les pingouins trouvèrent la météo très clémente, la 
température de l'eau étant de 8,5 °C. En effet, certaines années « nous devions venir briser la glace le samedi soir et en toute fin de nuit pour que la manifestation puisse avoir lieu » se souvient le dirigeant du RCTN.
Des nageurs du Royal Cercle Theux Natation ont participé, en février 2013, à la 46e traversée hivernale de la Meuse.
Chaque année, en novembre, le Royal Cercle Theux Natation organise une compétition ainsi que d'autres activités liées à la nage hivernale. Il participe également aux compétitions organisées par les clubs de Huy, Bruges, Boom, Wachtebeke, Termonde (en néerlandais Dendermonde) et Deurne. Associé au club de Huy, il s'active aussi pour participer à des compétitions internationales. Le RCTN est un adhérent de l'International Winter Swimming Association.
En mars 2015, Vielsalm accueille le RCTN avec des participants de 7 à 80 ans qui affrontent la traversée du plan d'eau à la nage en se jetant « de la rive côté chemin de fer pour rejoindre la berge du pavillon ».
En juillet 2015, la Theutoise Marina Bekisz, membre du Royal Cercle Theux Natation, participe, en Patagonie argentine, en plein hiver austral, au « Winter Swimming Festival Argentina » qui comprend deux épreuves de natation extrême : la traversée en relais du Río de la Plata, fleuve aux « eaux boueuses et tumultueuses » séparant l'Uruguay de l'Argentine, ensuite des compétitions organisées au pied du glacier Perito Moreno.

#### Rallye automobile

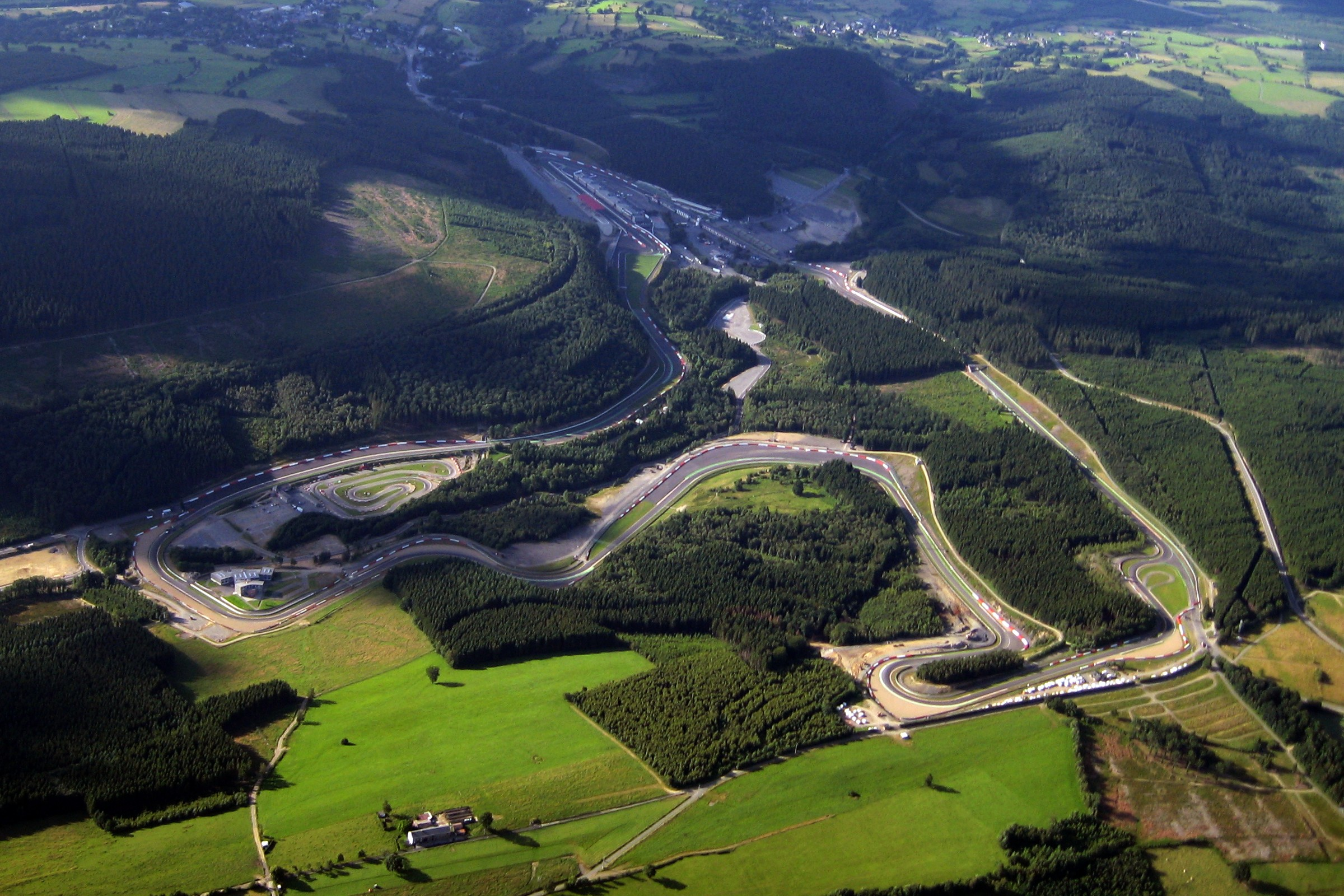
Vue d'ensemble du circuit de Spa-Francorchamps.

Une des activités de DG Sport, société belge spécialisée dans l'événementiel, est la préparation de voitures de rallye pour le Championnat de Belgique des rallyes. Kris Princen, le pilote belge de rallye automobile, compte parmi les coureurs engagés en rallye avec DG Sport, dont le siège, situé à Theux, est à proximité du circuit de Spa-Francorchamps, donc à une courte distance de la France, de l'Allemagne, des Pays-Bas et du Luxembourg.
En 2012, DG Sport redonne vie au Tour de Belgique automobile et organise, en 2013, le "Francorchamps Rally Show".
« Le team DG Sport Compétition a remporté son premier titre mondial grâce à Quentin Gilbert et Renaud Jamoul, couronnés dans le Junior World Rally Championship (JWRC) au terme de l'édition 2015 du Tour de Corse, au volant d'une DS3 R3 Max [...] ».

#### Rallye moto
Le Moto Club de Theux organise les « Boucles de Theux », rallye de régularité moto. C'est la doyenne des épreuves en Belgique. En septembre 2015 a eu lieu la 42e édition avec une boucle de navigation de 258 km (promos) et 283 km (experts). Le centre du rallye se trouvait sur le site de Filaville, avenue du Stade à Theux.

### Gastronomie
La Fleur de Franchimont, dorée et sucrée, mélange de vin de fruits, à base de pommes, et de macération de fleurs sauvages cueillies par les Theutois eux-mêmes, est produite artisanalement à Theux. Issue d'une recette liégeoise ancestrale, la Fleur de Franchimont se boit fraîche (4 °C à 8 °C) en apéritif, ou en accompagnement de quelques types d'entrées (pâté de canard, foie gras, melon au jambon, etc.) ou de desserts aux fruits frais, .

### Personnes liées à la commune
- Pascal-Joseph Taskin (1723-1793), né à Theux, facteur de clavecins établi à Paris ;
- Jean-Philippe de Limbourg (1726-1811), né et décédé à Theux, médecin et chimiste ;
- Laurent-François Dethier (1757-1843), né à Spixhe, hameau de Theux, et décédé à Theux, homme politique et naturaliste ;
- Jean-Henri Regnier-Poncelet (1800-1873), né à Forge Thiry-lez-Theux (hameau détaché plus tard de Theux pour la création de la commune de Pepinster[110]), industriel à Liège[111] ;
- Xavier Neujean (1840-1914), né à Theux, politicien, ministre d'État ;
- Ghislaine de Berlaymont de Bormenville (1886-1954), née à Theux, épouse du comte Joseph von Schaesberg (1882-1963), membre de la Chambre des Seigneurs du Grand Duché de Wurtemberg ;
- Maurice Corne (1935-2012), né à Spixhe, bourgmestre de Theux de 1987 à 2006 ;
- Jean-Luc Herman (1936-2014), né à Theux, peintre et graveur ;
- Albert Moxhet, né à Verviers le 2 novembre 1940, écrivain, romaniste et critique d'art, vivant à Theux ;
- Clément Mathieu, né à Theux le 3 novembre 1940, pédologue, Citoyen d'honneur de la ville de Theux en 1986 ;
- Christian Otte (1943-2005), né à Theux, peintre et dessinateur figuratif ;
- Anne Liégeois (1948-2013), née à Fays-Polleur, décédée à Theux, illustratrice, dessinatrice et graphiste ;
- Denis Bruyère ébeniste créateur installé à Sassor ;
- Jean-Louis Lahaye, né à Theux le 11 janvier 1970, présentateur et animateur de la RTBF ;
- François Marquet, né à Theux le 17 avril 1995, footballeur.

## Galeries

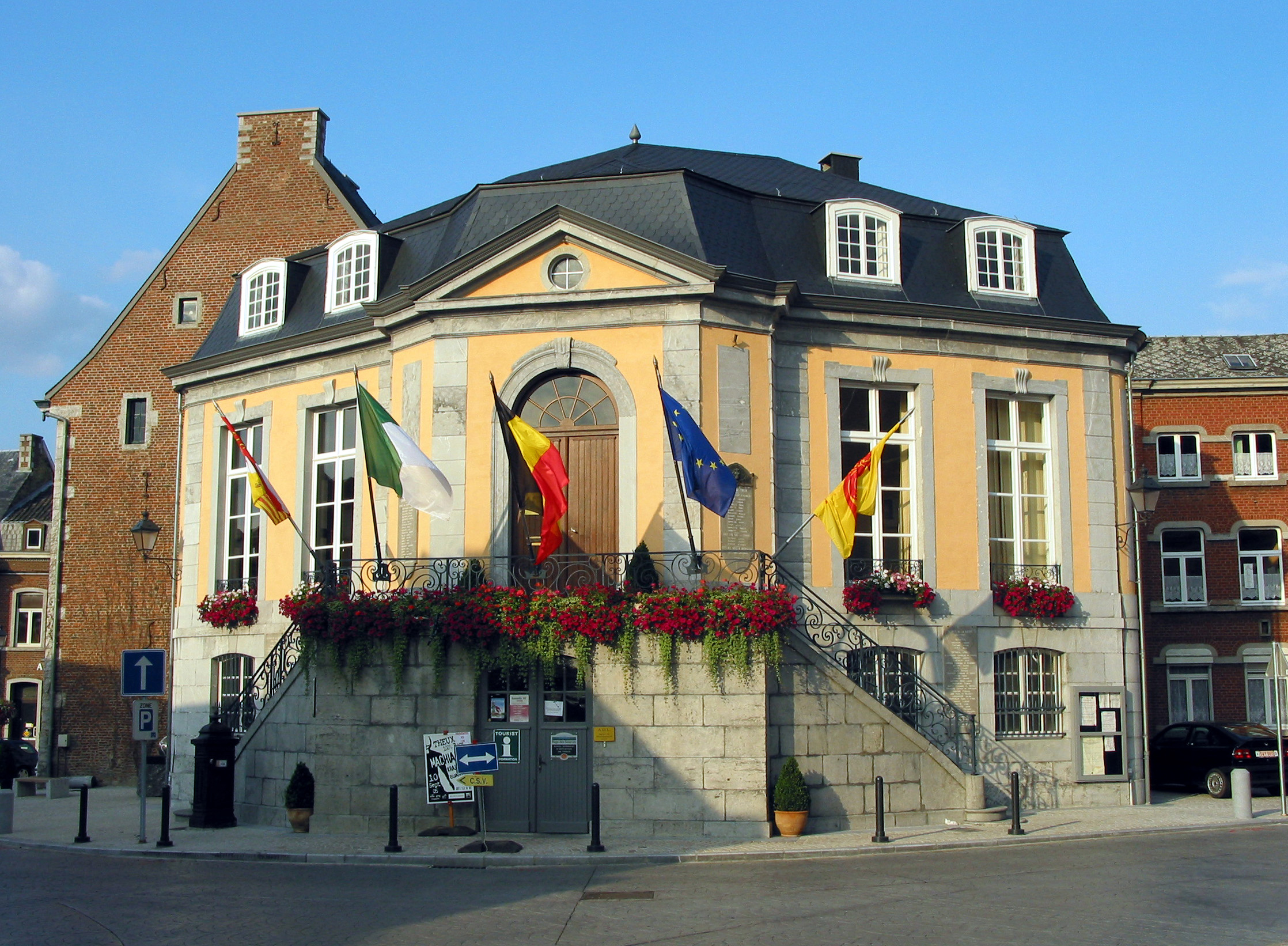
L'hôtel de ville (1770).
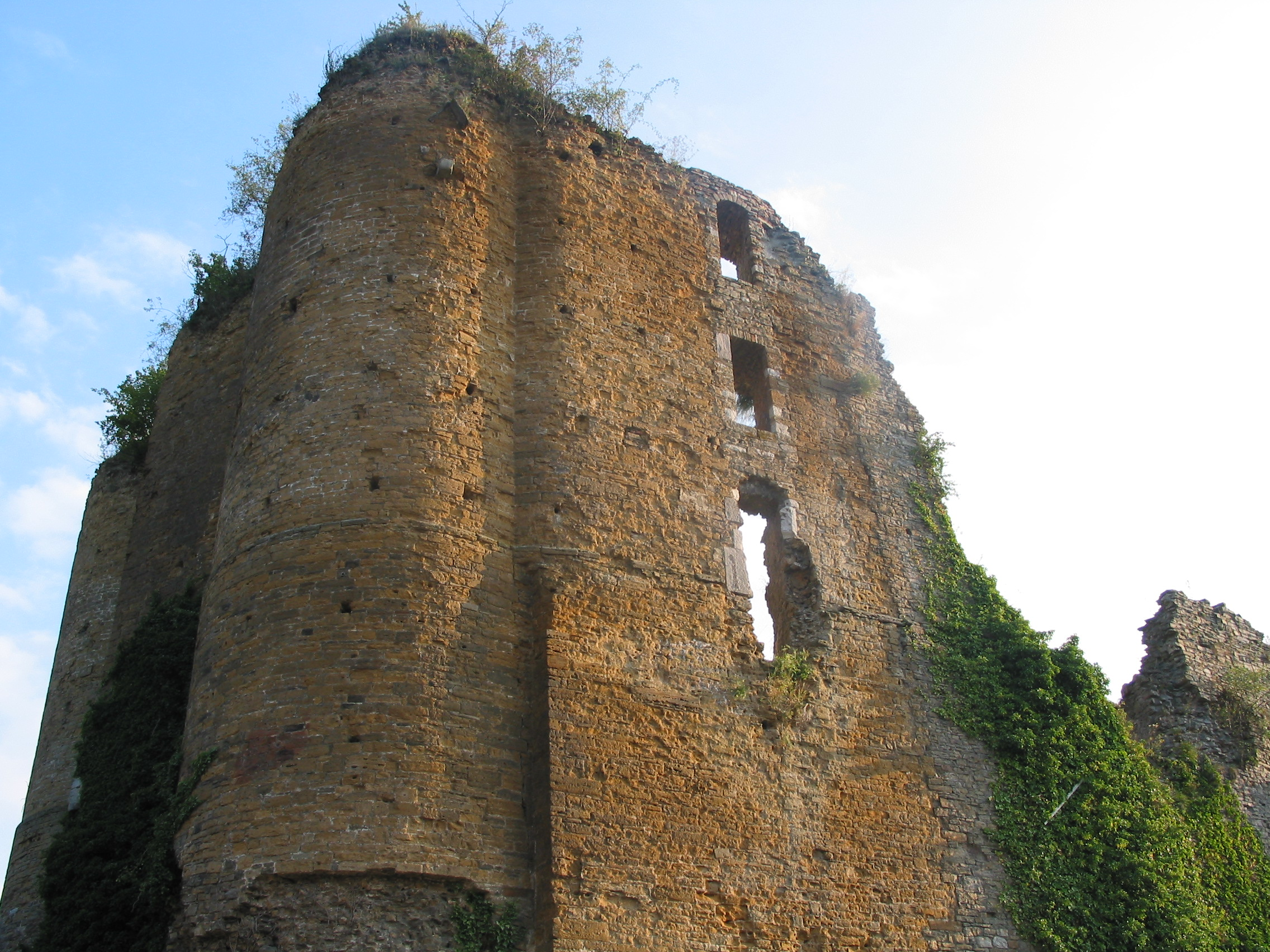
Les ruines du château de Franchimont.
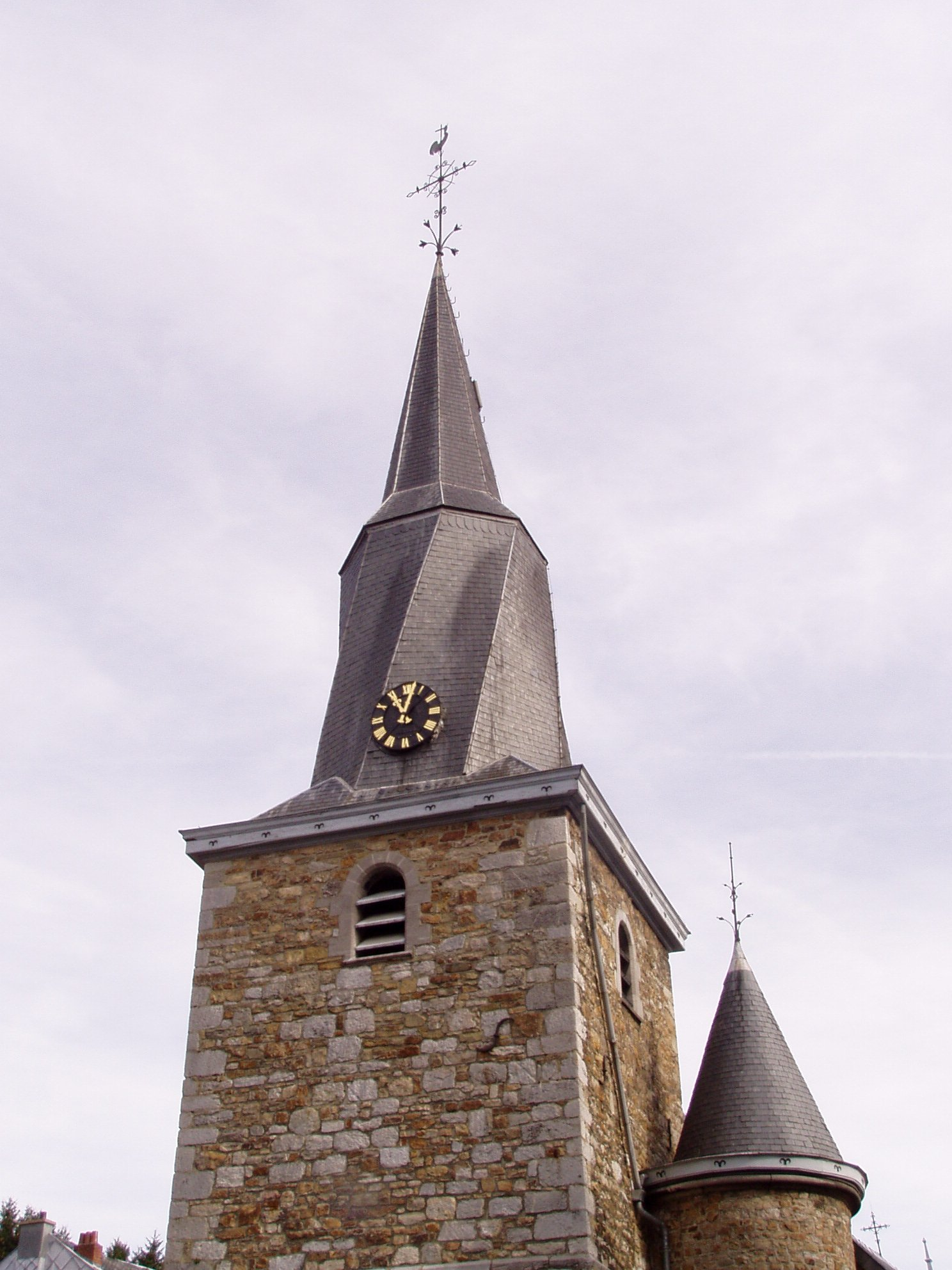
Église Saint-Jacques de Polleur.
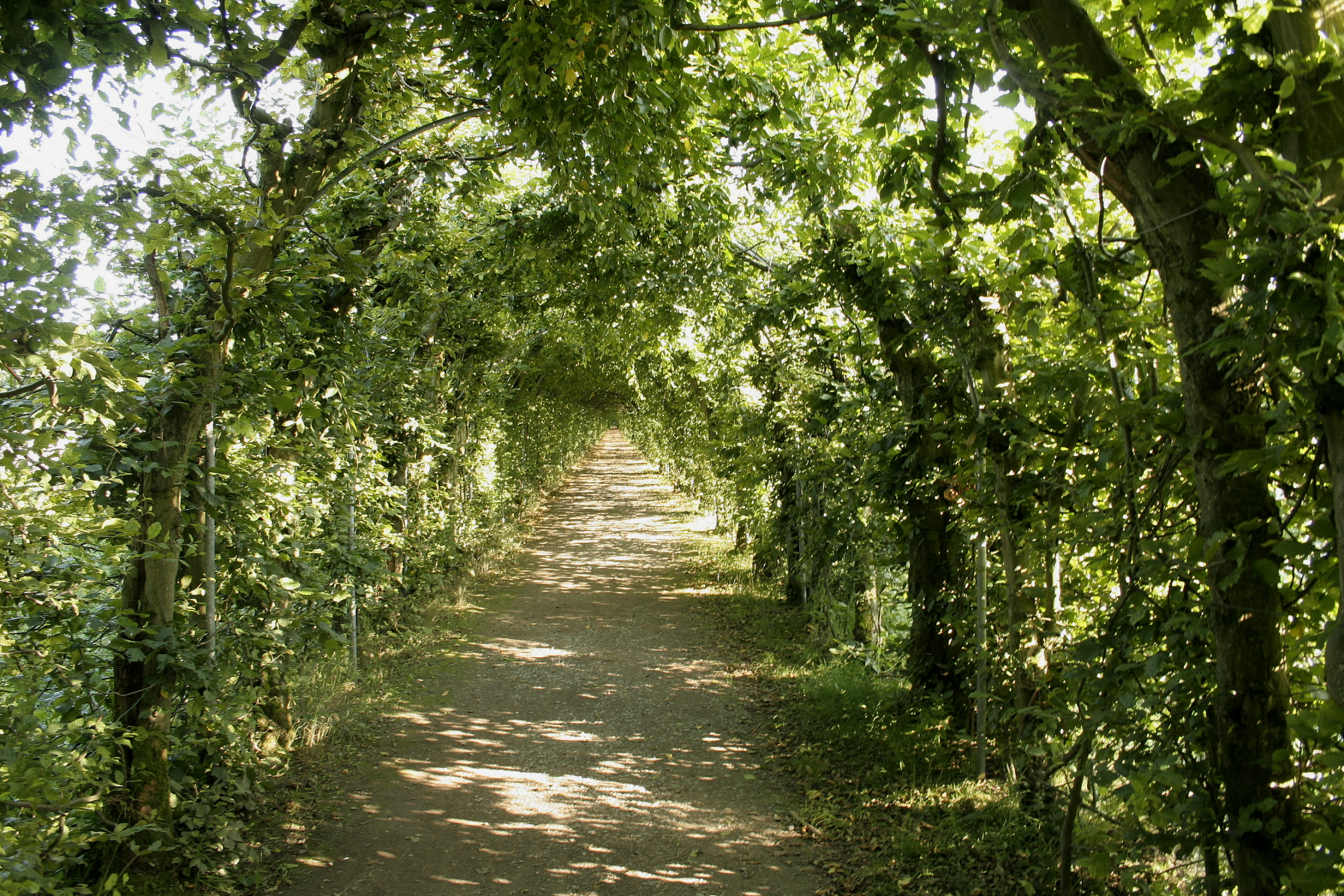
La charmille du Haut-Maret à La Reid.
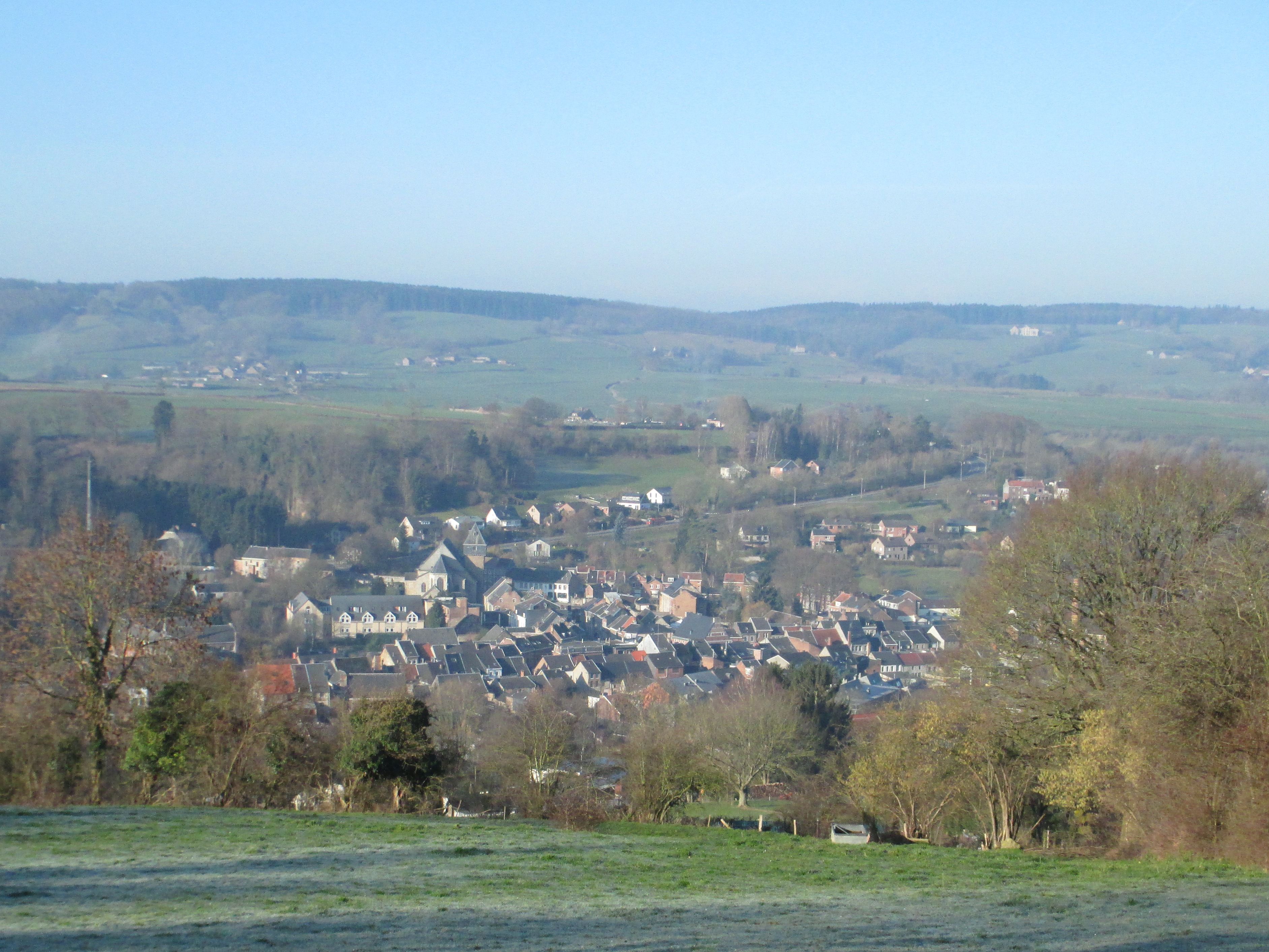
Vue sur le centre ancien protégé de Theux et l'église Saints-Hermès-et-Alexandre (XIe siècle).
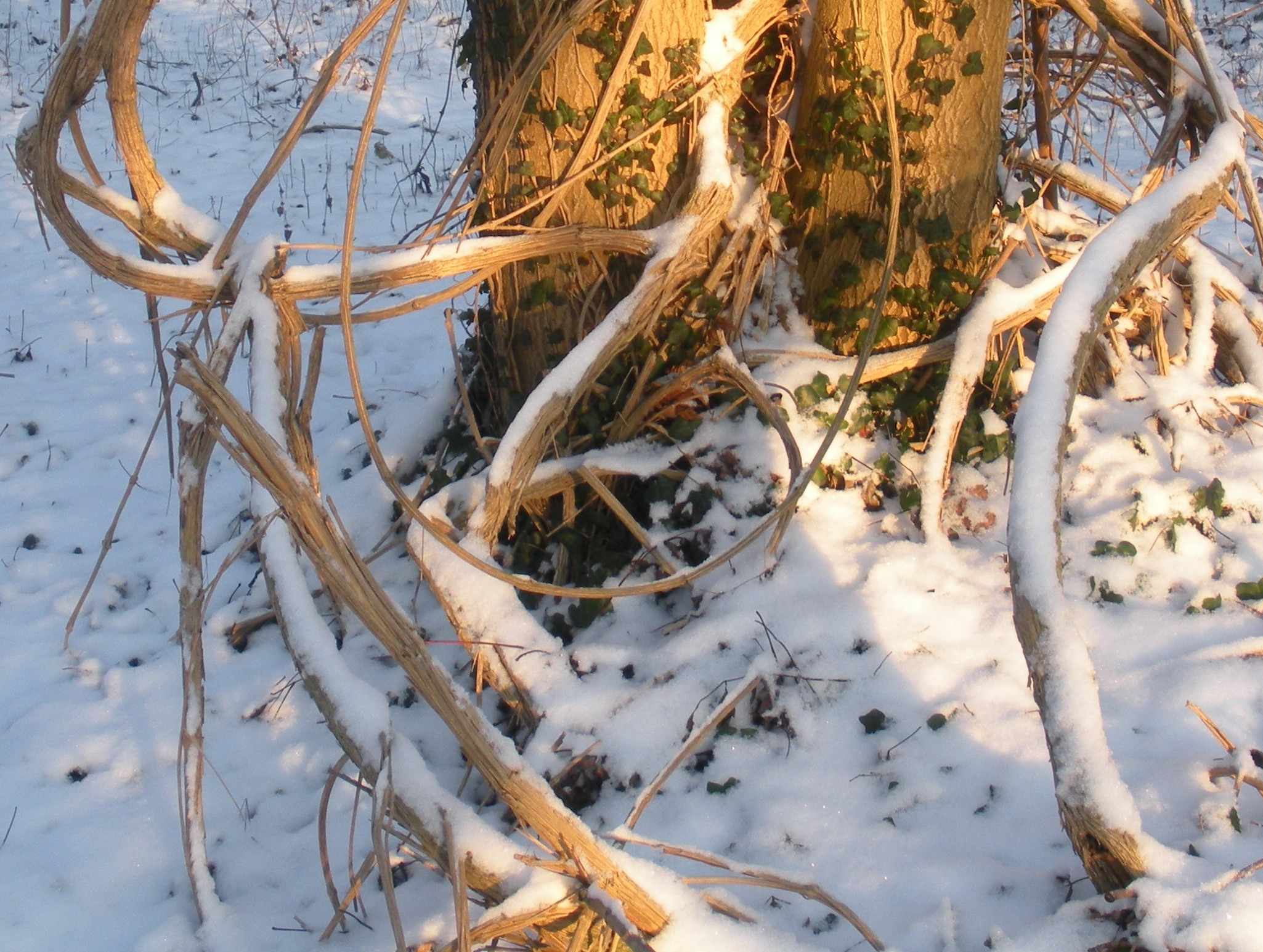
Arbre du Thier du Gibet à Theux.
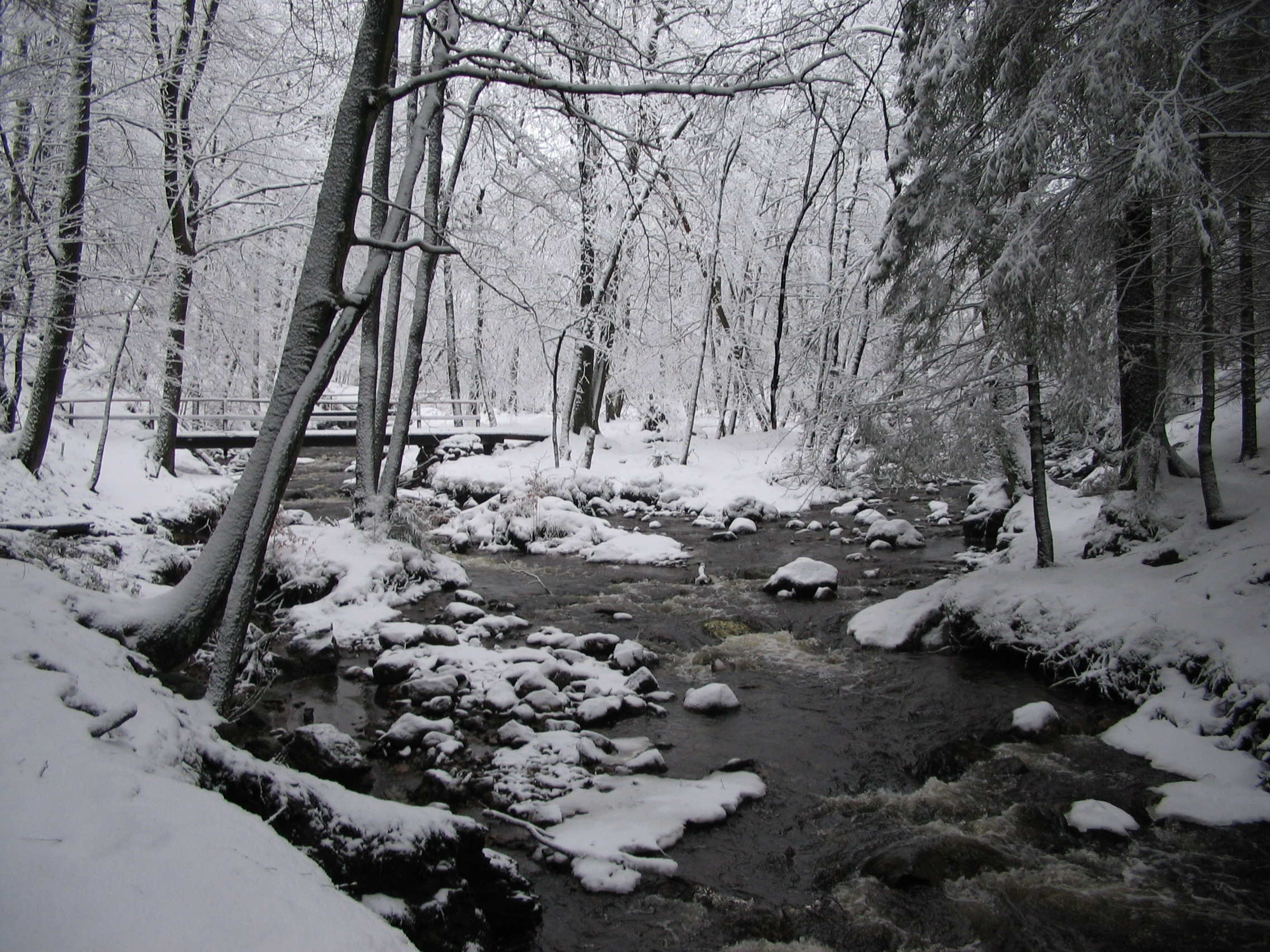
La Hoëgne sous la neige.
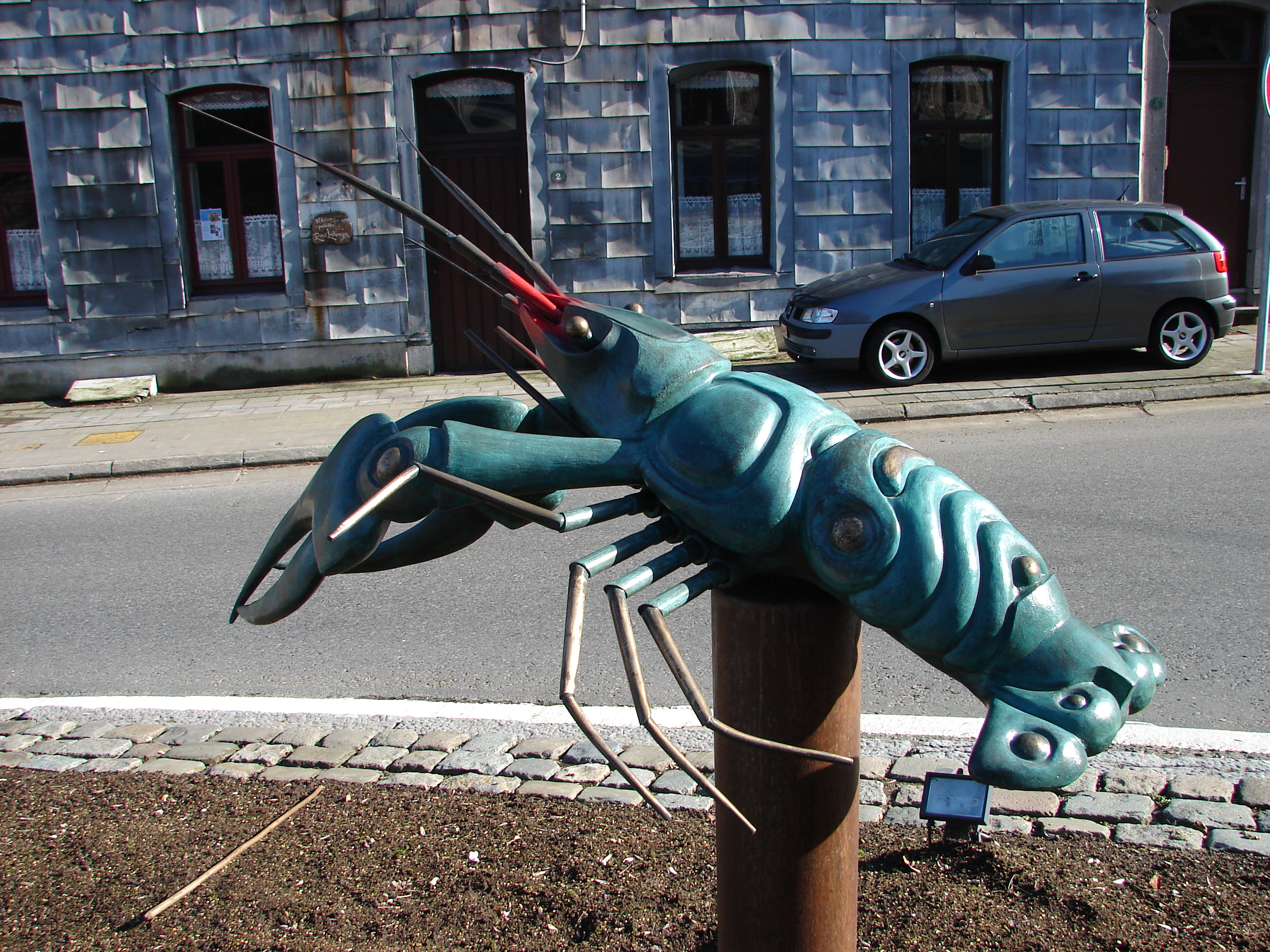
La statue de l'écrevisse.